# Liste der Biografien/Pen
Liste der Biografien |
Portal Biografien |
Personensuche
# |
A |
B |
C |
D |
E |
F |
G |
H |
I |
J |
K |
L |
M |
N |
O |
P |
Q |
R |
S |
T |
U |
V |
W |
X |
Y |
Z |
?
 
Pa |
Pc |
Pe |
Pf |
Ph |
Pi |
Pj |
Pk |
Pl |
Pm |
Pn |
Po |
Pr |
Ps |
Pt |
Pu |
Pv |
Pw |
Py
 
Pea |
Peb |
Pec |
Ped |
Pee |
Pef |
Peg |
Peh |
Pei |
Pej |
Pek |
Pel |
Pem |
Pen |
Peo |
Pep |
Peq |
Per |
Pes |
Pet |
Peu |
Pev |
Pew |
Pex |
Pey |
Pez
Die Liste der Biografien führt alle Personen auf, die in der deutschsprachigen Wikipedia einen Artikel haben. Dieses ist eine Teilliste mit 701 Einträgen von Personen, deren Namen mit den Buchstaben „Pen“ beginnt.

## Pen
- Pen, Jan (1921–2010), niederländischer Ökonom, Professor u. Kolumnist
- Pen, Jehuda (1854–1937), jüdisch-litauischer MalerJehuda Pen (1854–1937)

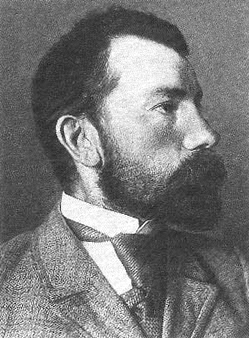
Jehuda Pen (1854–1937)

- Pen, Marta (* 1993), portugiesische Leichtathletin
- Pen, Peter (* 1973), slowenischer Skirennläufer
- Pen, Sokong (* 1994), kambodschanischer Sprinter
- Pen, Sovann (1936–2016), kambodschanischer Politiker
- Pen-abu, Pharao der altägyptischen 0. Dynastie
- Pen-Ek Ratanaruang (* 1962), thailändischer Filmregisseur und Drehbuchautor

### Pena
- Peña Arjona, Zayda (1979–2007), mexikanische Sängerin
- Peña Dorantes, David (* 1969), spanischer Flamencomusiker (Piano, Komposition)
- Peña Gómez, Héctor Luis Lucas (* 1929), kubanischer Geistlicher, Altbischof von Holguín
- Peña Gómez, José Francisco (1937–1998), dominikanischer Politiker
- Peña González, Carlos (* 1959), chilenischer Rechtswissenschaftler, Rektor der Universität Diego Portales in Chile
- Pena i Costa, Joaquim (1873–1944), katalanischer Musikwissenschaftler und Musikkritiker
- Peña Lebrón, Juan Alberto (1930–2022), dominikanischer Lyriker und Jurist
- Peña López, Manuel (* 1998), argentinischer Tennisspieler
- Peña Morell, Esteban (1894–1938), dominikanischer Komponist
- Peña Nieto, Enrique (* 1966), mexikanischer PräsidentEnrique Peña Nieto (* 1966)

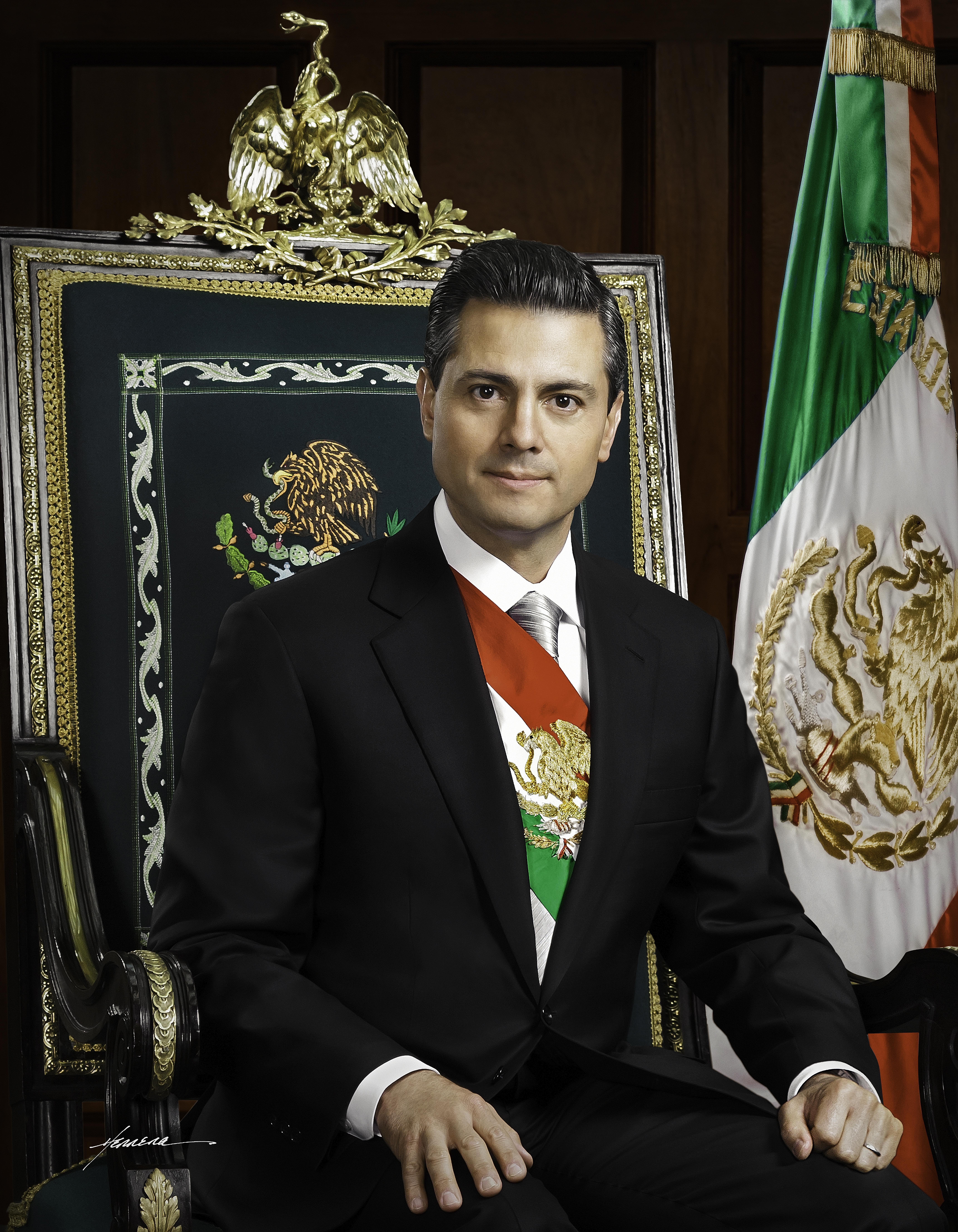
Enrique Peña Nieto (* 1966)

- Peña Parra, Edgar (* 1960), venezolanischer Geistlicher, Kurienerzbischof und Diplomat des Heiligen Stuhls
- Peña Pérez, Victor de la (1933–2015), spanischer Ordensgeistlicher, Apostolischer Vikar von Requena
- Peña Rodríguez, Gregorio Nicanor (* 1942), dominikanischer Geistlicher, emeritierter römisch-katholischer Bischof von Nuestra Señora de la Altagracia en Higüey
- Peña Rojas, Juan de Dios (* 1967), venezolanischer Geistlicher, Bischof von El Vigía-San Carlos del Zulia
- Peña Romero, Francisco (* 1978), spanischer Fußballspieler
- Pena Vitral, Aloísio Jorge (* 1955), brasilianischer Geistlicher und römisch-katholischer Bischof von Sete Lagoas
- Peña y Angot, Edwin de la (* 1954), philippinischer römisch-katholischer Ordensgeistlicher und Prälat von Marawi
- Peña y Peña, Manuel de la (1789–1850), mexikanischer Jurist und Politiker, Staatspräsident
- Peña Zauner, Enrique (* 2000), deutsch-venezolanischer Fußballspieler
- Peña, Adriana (* 1964), uruguayische Politikerin
- Pena, Afonso Augusto Moreira (1847–1909), brasilianischer Politiker
- Peña, Agustín (* 1989), uruguayischer Fußballspieler
- Peña, Aketza (* 1981), spanischer Radrennfahrer
- Pena, Alano Maria (* 1935), brasilianischer Ordensgeistlicher und emeritierter römisch-katholischer Erzbischof von Niterói
- Peña, Álvaro (* 1965), bolivianischer Fußballspieler und -trainer
- Peña, Álvaro (* 1989), uruguayischer Fußballspieler
- Peña, Ana Paula de la (* 1988), mexikanische Tennisspielerin
- Peña, Angelo (* 1994), dominikanisch-schweizerischer Boxsportler
- Peña, Aníbal de (1933–2023), dominikanischer Sänger, Pianist und Komponist
- Peña, Antoni (* 1970), spanischer Langstreckenläufer, Olympiateilnehmer (Spanien)
- Peña, Brahian (* 1994), dominikanisch-schweizerischer Hürdenläufer
- Peña, Candela (* 1973), spanische Schauspielerin
- Peña, Carlos (* 1978), dominikanischer Baseballspieler
- Pena, Carlos (* 1989), US-amerikanischer Schauspieler, Tänzer und SängerCarlos Pena (* 1989)

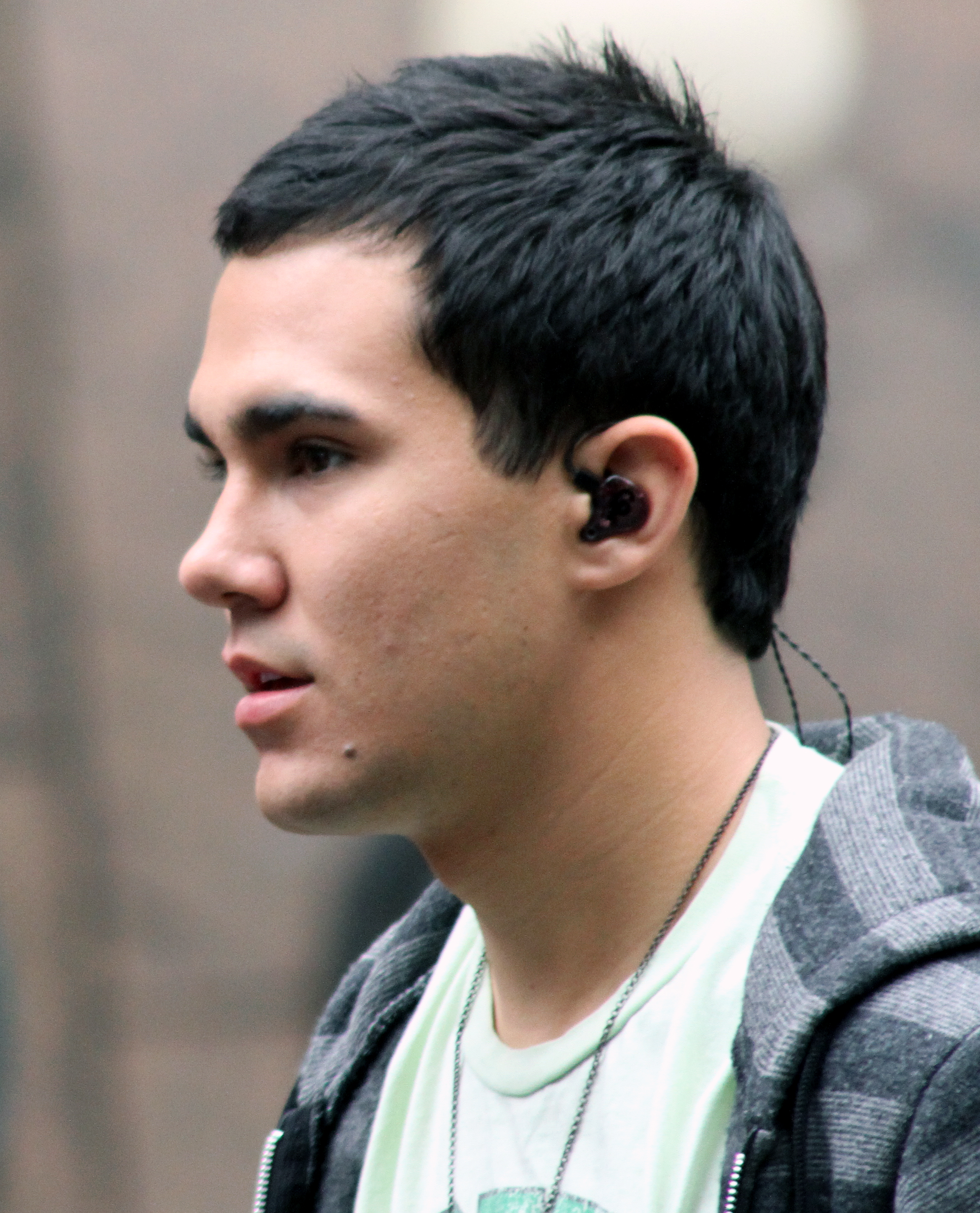
Carlos Pena (* 1989)

- Peña, Carlos Alberto (* 1990), mexikanischer Fußballspieler
- Pena, Carlos De (* 1992), uruguayischer Fußballspieler
- Peña, Caupolicán (* 1930), chilenischer Fußballspieler
- Pena, Cristiano Portela de Araújo (1913–2000), brasilianischer Geistlicher, Bischof von Divinópolis
- Peña, Diosmely (* 1985), kubanische Mittelstreckenläuferin und Sprinterin
- Peña, Eduardo De la (* 1955), uruguayischer Fußballspieler
- Peña, Elizabeth (1959–2014), US-amerikanische SchauspielerinElizabeth Peña (1959–2014)

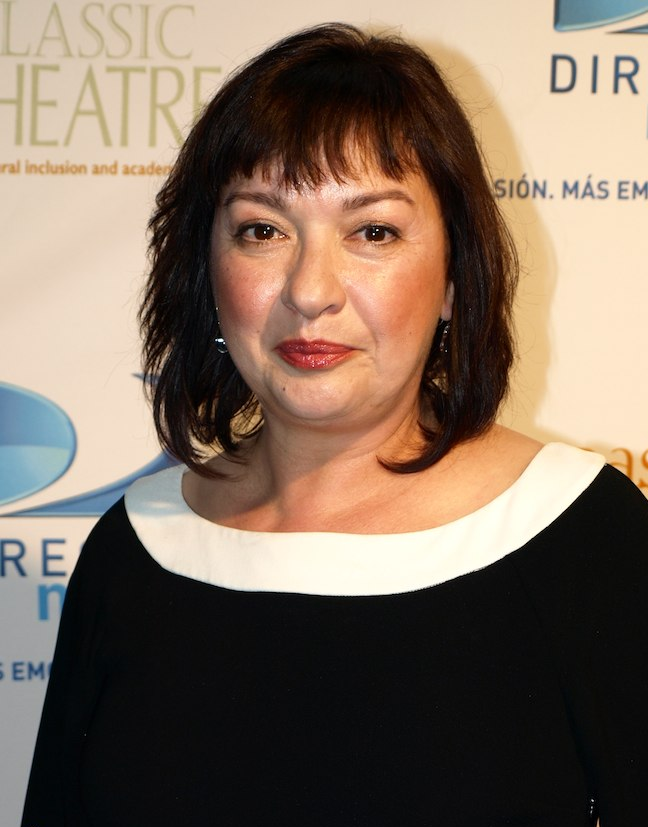
Elizabeth Peña (1959–2014)

- Peña, Ernesto (* 1978), kubanischer Ringer
- Peña, Federico (* 1947), US-amerikanischer Politiker, Rechtsanwalt und Manager
- Peña, Feliciano (1915–1982), mexikanischer Künstler
- Peña, Félix (* 1990), dominikanischer Baseballspieler
- Peña, Florencia (* 1974), argentinische Schauspielerin, Humoristin und Fernsehmoderatorin
- Peña, Gemmenne de la (* 1992), US-amerikanische Schauspielerin
- Peña, Gustavo (1941–2021), mexikanischer Fußballspieler
- Peña, Horacio de la (* 1966), argentinischer Tennisspieler
- Peña, Iñaki (* 1999), spanischer Fußballspieler
- Peña, Iván de la (* 1976), spanischer Fußballspieler
- Peña, Javier (* 1958), US-amerikanischer Agent der Drug Enforcement Administration (DEA)
- Peña, Jesús David (* 2000), kolumbianischer Radrennfahrer
- Peña, José (* 1987), venezolanischer Hindernisläufer
- Peña, José Enrique (* 1963), uruguayischer Fußballspieler
- Peña, José Flober (* 1974), kolumbianischer Radrennfahrer
- Peña, Juan Manuel (* 1973), bolivianischer Fußballspieler
- Pena, Leandro (* 1990), brasilianischer Rollstuhltennisspieler
- Peña, Lito (1921–2002), puerto-ricanischer Saxophonist, Bandleader, Komponist und Arrangeur
- Peña, Luis (1918–1977), spanischer Schauspieler
- Pena, Luís Antunes (* 1973), portugiesischer Komponist für elektronische und instrumentale Musik
- Peña, Luis Felipe (* 1972), mexikanischer Fußballspieler
- Pena, Lula (* 1974), portugiesische Sängerin und Komponistin
- Peña, María del Pilar (* 1986), spanische Wasserballspielerin
- Peña, Mario (1952–2008), peruanischer Politiker
- Pena, Marius (* 1985), rumänischer Fußballspieler
- Peña, Martín (* 1965), mexikanischer Fußballspieler
- Peña, Mauricio (1959–2010), mexikanischer Fußballspieler
- Peña, Michael (* 1976), US-amerikanischer Film- und TheaterschauspielerMichael Peña (* 1976)
- Peña, Miles, kubanischer Musiker

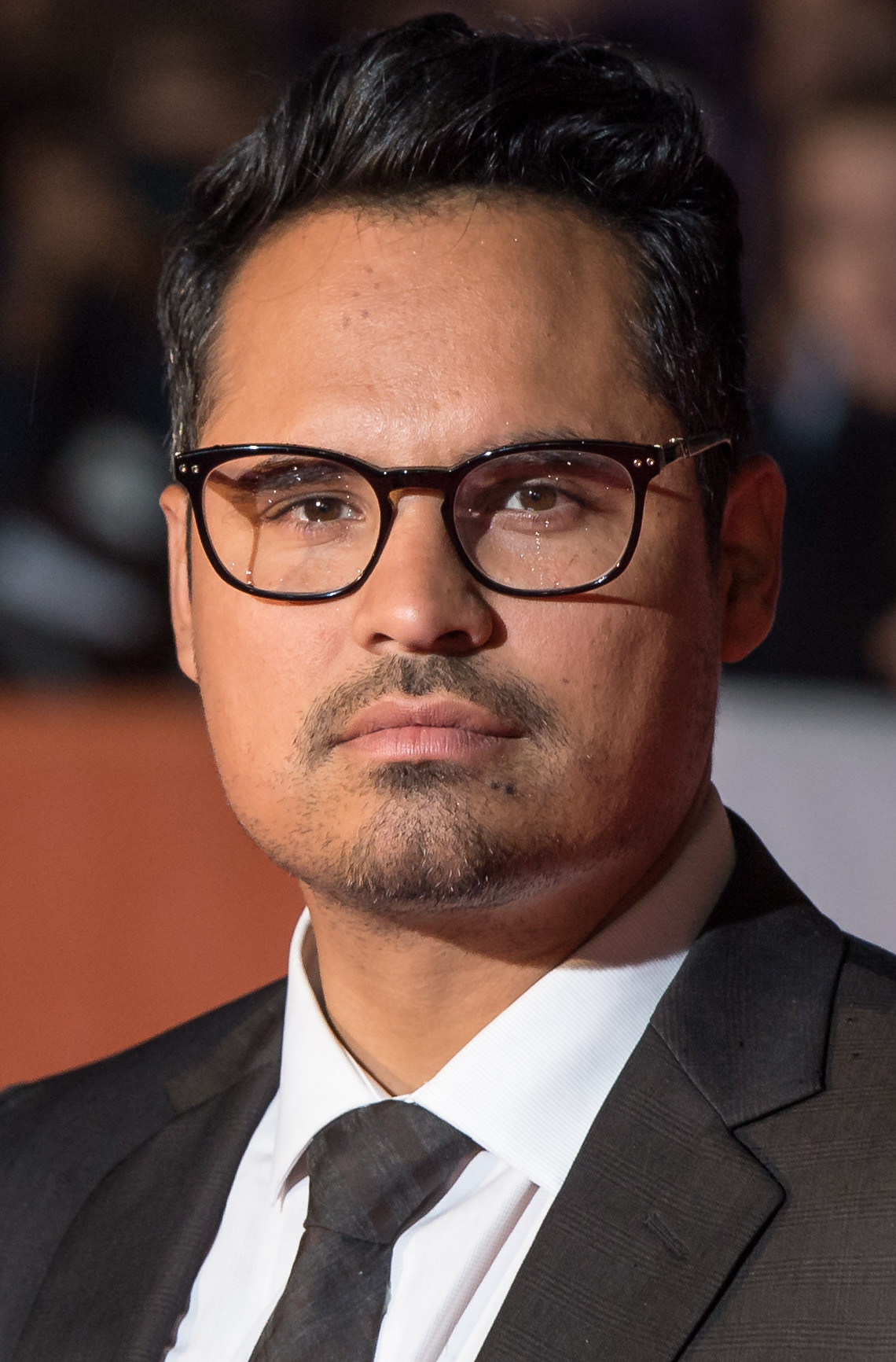
Michael Peña (* 1976)

- Peña, Nancy (* 1979), französische Comicautorin und Illustratorin
- Pena, Nerea (* 1989), spanische Handballspielerin
- Peña, Paco (* 1942), spanischer Flamenco-Gitarrist, Komponist und Dozent
- Pena, Paul (1950–2005), US-amerikanischer Bluesmusiker
- Pena, Pierre, französischer Arzt und Botaniker
- Pena, Radu, rumänischer Squashspieler
- Peña, Ralph (1927–1969), US-amerikanischer Bassist des Modern Jazz
- Peña, Raymundo Joseph (1934–2021), US-amerikanischer Geistlicher, römisch-katholischer Bischof von Brownsville
- Peña, Ricardo (* 2001), mexikanischer Radrennfahrer
- Peña, Román (1920–2003), dominikanischer Komponist, Geiger und Gitarrist
- Peña, Rubén (* 1991), spanischer Fußballspieler
- Peña, Santiago (* 1978), paraguayischer Ökonom und Politiker
- Peña, Sergio (* 1995), peruanisch-spanischer Fußballspieler
- Pena, Tori (* 1987), irisch-US-amerikanische Stabhochspringerin
- Peña, Vicky (* 1954), katalanische Schauspielerin und Synchronsprecherin
- Peña, Víctor Hugo (* 1974), kolumbianischer Radrennfahrer
- Peña, Virgilio (1914–2016), spanischer Veteran des spanischen Bürgerkriegs und der Résistance
- Peña-Rojas, Álvaro (* 1943), chilenischer Sänger und Songwriter
- Penafiel, António José da Serra Gomes, Marquês de (1819–1891), portugiesischer Diplomat
- Penagos, Rafael de (1924–2010), spanischer Schauspieler, Dichter und Synchronsprecher
- Peñaherrera, Luis Antonio (* 1894), ecuadorianischer Politiker
- Peñailillo, Nicolás (* 1991), chilenischer Fußballspieler
- Penalba, Alicia (1913–1982), argentinisch-französische Bildhauerin
- Peñalosa Toledo, Rodrigo de (1480–1530), Landsknecht und Botschafter Spaniens im England
- Peñalosa, Dodie Boy (* 1962), philippinischer Boxer im Fliegen- und Halbfliegengewicht
- Peñalosa, Enrique (* 1954), kolumbianischer Ökonom, Politiker, ehemaliger Bürgermeister von Bogotá
- Peñalosa, Francisco de († 1528), spanischer Kleriker, Sänger und Komponist der Renaissance
- Peñalosa, Gerry (* 1972), philippinischer Boxer
- Peñaloza Cecconi, Mateo (* 1995), deutscher Sänger klassischer Musik, Chorleiter und Dirigent
- Peñaloza, Jorge (1922–1987), chilenischer Fußballspieler
- Peñaloza, Juan de († 1709), Vizekönig von Peru
- Peñaloza, Nery (* 1998), bolivianischer Sprinter
- Peñalver Portal, Gerardo (* 1969), kubanischer Diplomat
- Peñalver y Cárdenas, Luis Ignatius (1749–1810), kubanischer römisch-katholischer Geistlicher, erster Bischof von New Orleans, Erzbischof von Santiago de Guatemala
- Peñalver, Antonio (* 1968), spanischer Zehnkämpfer
- Peñalver, Diana (* 1965), spanische Schauspielerin
- Peñalver, Leandro (* 1961), kubanischer Leichtathlet
- Penancier, Eugène (1873–1955), französischer Politiker, Senator und Minister
- Peñaranda del Castillo, Enrique (1892–1969), bolivianischer General und Präsident der Republik Bolivien
- Peñaranda, Adalberto (* 1997), venezolanischer Fußballspieler
- Peñaranda, César (1915–2007), peruanischer Radrennfahrer
- Penard, Thomas Edward (1878–1936), surinamisch-US-amerikanischer Elektroingenieur und Ornithologe
- Peñas García, Óscar (* 1974), spanischer Judoka
- Penas, Ana María (* 1971), spanische Kanutin
- Penaskovic, Richard (* 1941), US-amerikanischer römisch-katholischer Theologe
- Peñate Rodríguez, Gabriel (* 1957), guatemaltekischer Priester, Apostolischer Vikar von Izabal
- Peñate, Jack (* 1984), britischer Sänger-Songwriter
- Pénaud, Alphonse (1850–1880), französischer Flugtechniker
- Penaud, Damian (* 1996), französischer Rugbyspieler
- Penayo, Gilberto (1933–2020), paraguayischer Fußballspieler

### Penb
- Penbe, Ergün (* 1972), türkischer FußballspielerErgün Penbe (* 1972)

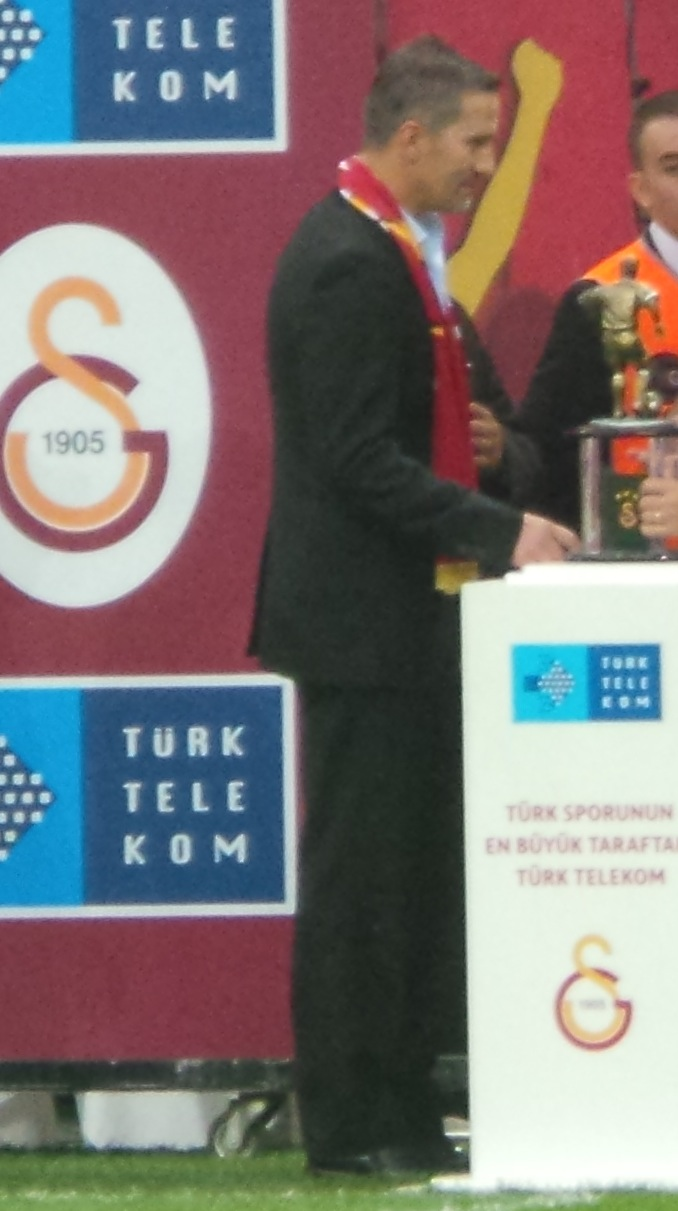
Ergün Penbe (* 1972)

- Penberthy, Joanna (* 1960), anglikanische, britische Geistliche
- Penberthy, Mike (* 1974), US-amerikanischer Basketballspieler
- Penbygull, William, englischer Philosoph

### Penc
- Penc, Martin (* 1957), tschechoslowakischer Radrennfahrer
- Pence, Greg (* 1956), US-amerikanischer Unternehmer und Politiker
- Pence, Josh (* 1982), US-amerikanischer Schauspieler
- Pence, Karen (* 1958), US-amerikanische Lehrerin, Gattin des US-Vizepräsidenten Mike Pence
- Pence, Lafe (1857–1923), US-amerikanischer Politiker
- Pence, Mike (* 1959), US-amerikanischer Politiker der Republikanischen ParteiMike Pence (* 1959)

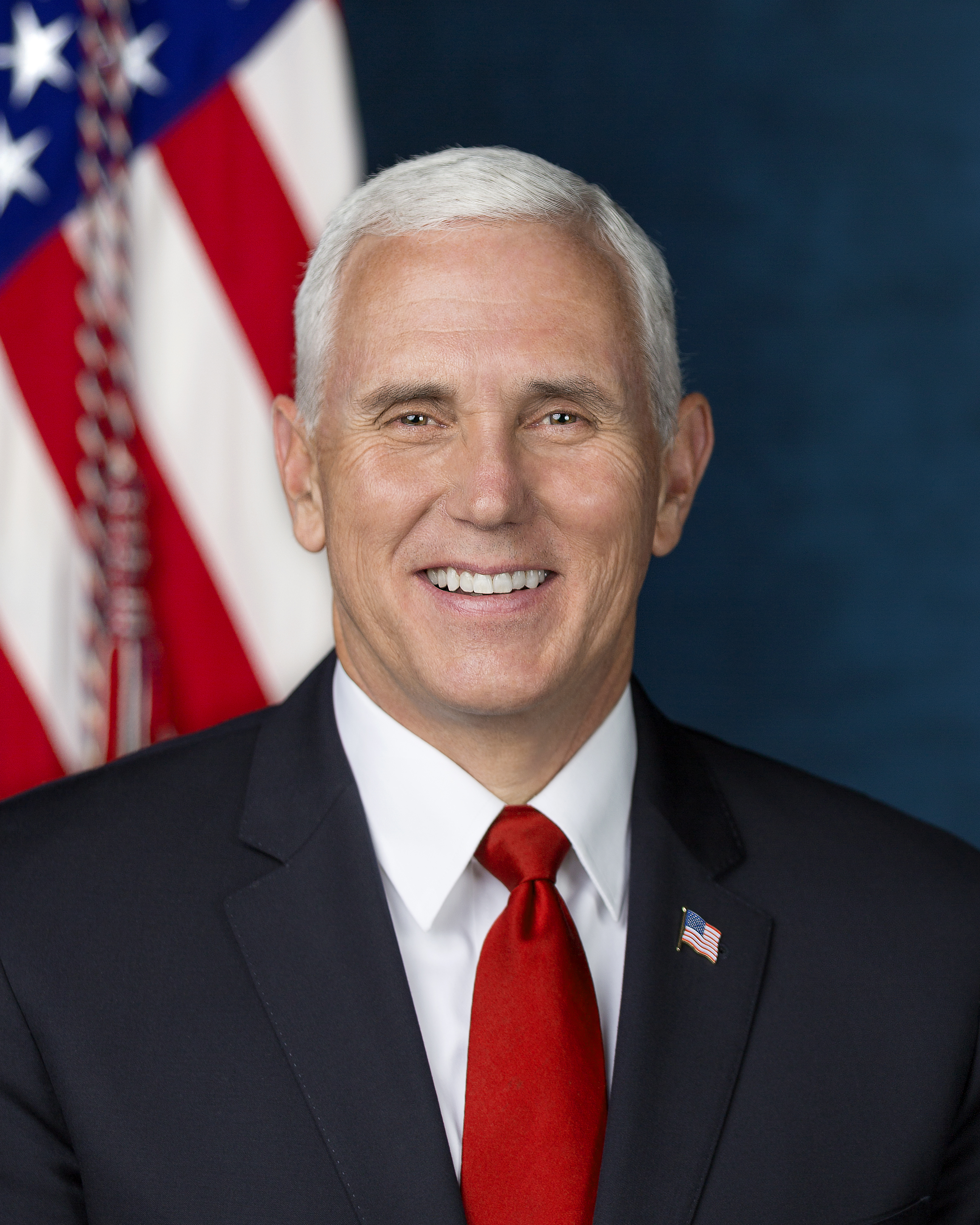
Mike Pence (* 1959)

- Pence, Steve (* 1953), US-amerikanischer Politiker
- Penchaud, Michel-Robert (1772–1832), französischer Architekt
- Penchen Sangpo Trashi (1410–1478), Geistlicher der Gelug-Schulrichtung des tibetischen Buddhismus; Gründer des Gangchen-Klosters in Sakya
- Penchen Sönam Dragpa (1478–1554), tibetischer Gelehrter und Geistlicher der Gelug-Schule des tibetischen Buddhismus, Großabt von Ganden
- Penchenier, Antoine († 1761), französischer Arzt und Enzyklopädist
- Penck, A. R. (1939–2017), deutscher Maler, Grafiker und Bildhauer
- Penck, Albrecht (1858–1945), deutscher Geograph und Geologe
- Penck, Walther (1888–1923), deutscher Geomorphologe
- Penco, Rosina (1823–1894), italienische Opernsängerin, Sopran
- Pencová, Jaroslava (* 1990), slowakische Volleyballspielerin
- Pencz, Georg († 1550), Künstler des Manierismus
- Pencz, Wolfhard (* 1957), deutscher Klarinettist

### Pend
- Penda († 655), König von Mercia
- Penda, Alex (* 1970), bulgarische Opernsängerin der Stimmlagen Sopran und Mezzosopran
- Penda, Noah (* 2005), französischer Basketballspieler
- Pendarewa, Petja (1971–2025), bulgarische Sprinterin
- Pendarovski, Stevo (* 1963), nordmazedonischer Politikwissenschaftler und Politiker, Präsident von Nordmazedonien
- Pendarvis, Paul (1907–1987), US-amerikanischer Jazz-Violinist und Bigband-Leader
- Pendas, Devin O., US-amerikanischer Historiker
- Pendatun, Salipada K. (1912–1985), philippinischer Brigadegeneral, Jurist und Politiker
- Pendderwen, Gwydion (1946–1982), US-amerikanischer Singer-Songwriter, Autor und Umweltaktivist
- Pende, Nicola (1880–1970), italienischer Endokrinologe
- Pender, Dariusz (* 1974), polnischer Rollstuhlfechter
- Pender, Harold (1879–1959), US-amerikanischer Elektroingenieur
- Pender, James (1841–1921), britischer Politiker, Unternehmer und Segler
- Pender, John (1816–1896), schottischer Politiker und Unternehmer
- Pender, Mel (* 1937), US-amerikanischer Sprinter
- Pender, Patrick (* 1996), deutscher Politiker (CDU), MdL
- Pender, Paul (1930–2003), US-amerikanischer Boxer
- Pender, William Dorsey (1834–1863), General der Konföderierten Staaten von Amerika im Amerikanischen Bürgerkrieg
- Penderbayne, Samuel (* 1989), australischer Komponist
- Penderecki, Krzysztof (1933–2020), polnischer Komponist
- Pendergast, Tom (1873–1945), US-amerikanischer Unternehmer und Politiker
- Pendergrass, James (1918–2009), amerikanischer Kryptoanalytiker und Marineoffizier
- Pendergrass, Teddy (1950–2010), US-amerikanischer R&B-SängerTeddy Pendergrass (1950–2010)

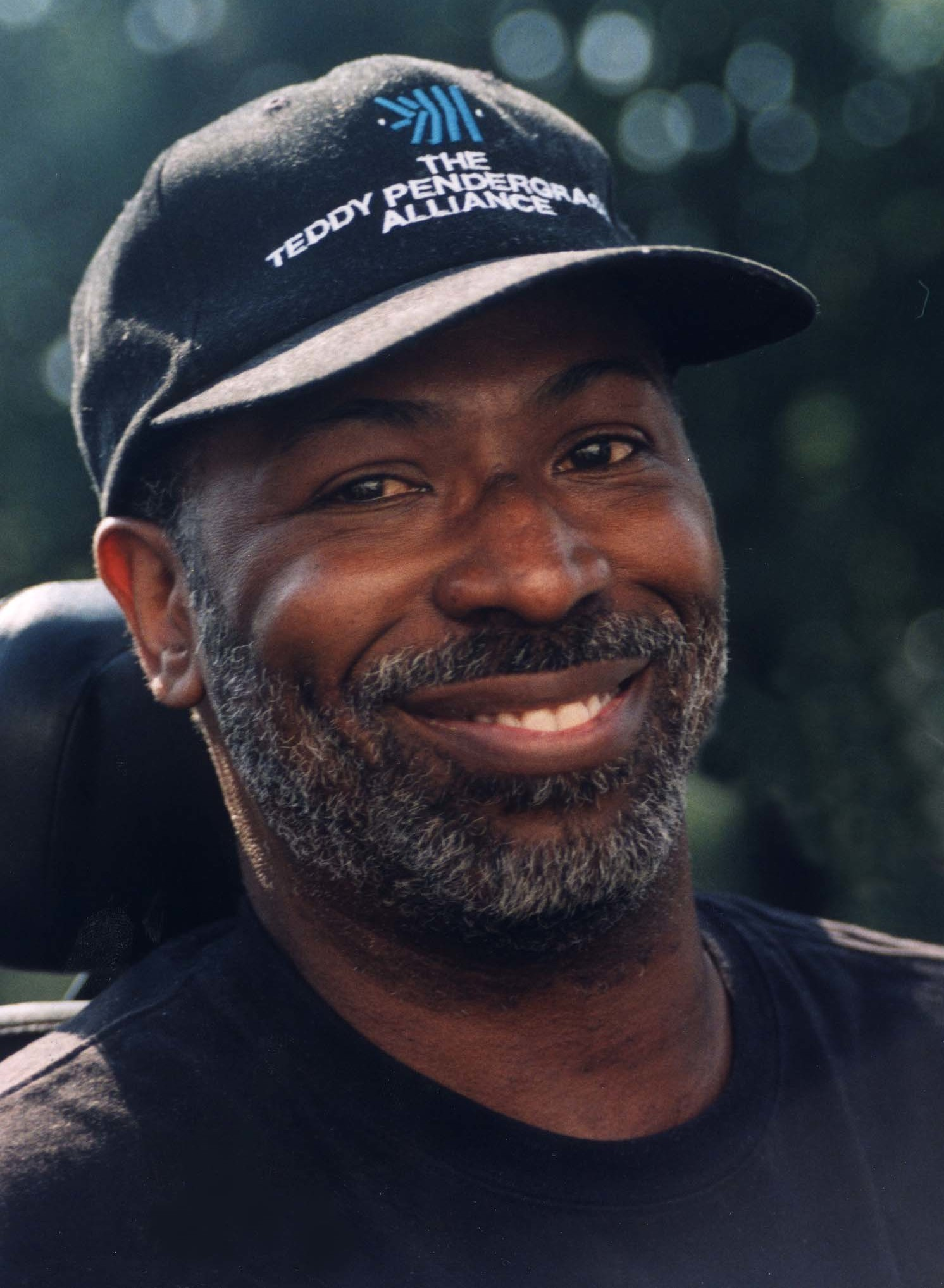
Teddy Pendergrass (1950–2010)

- Pendergrast, Mark (* 1948), US-amerikanischer Journalist, Publizist, Sach- und Kinderbuchautor
- Penders, Jef (1928–2015), niederländischer Komponist und Dirigent
- Penders, Mike (* 2005), belgischer Fußballspieler
- Pendic, Andrija (* 1987), Schweizer Handballspieler
- Pendić, Lucija (* 2004), kroatische Hammerwerferin
- Pendl, Emanuel (1845–1927), österreichischer Bildhauer
- Pendl, Erwin (1875–1945), österreichischer Maler
- Pendl, Franz Xaver (1817–1896), Tiroler Bildhauer
- Pendl, Gerhard (1934–2021), österreichischer Mediziner und Neurochirurg, emeritierter Universitätsprofessor und rechtsnationaler Aktivist
- Pendl, Johann Baptist (1791–1859), Tiroler Bildhauer
- Pendl, Otto (1951–2021), österreichischer Politiker (SPÖ), Abgeordneter zum Nationalrat
- Pendlebury, John (1904–1941), britischer Archäologe
- Pendleton, Austin (* 1940), US-amerikanischer SchauspielerAustin Pendleton (* 1940)

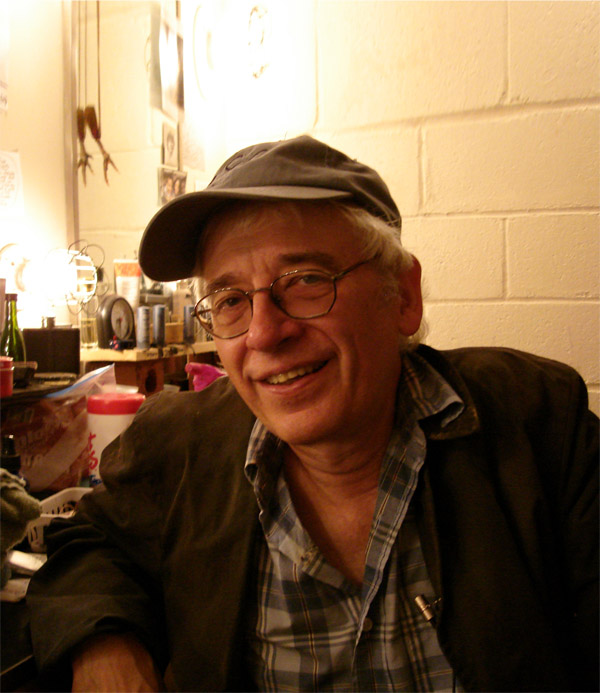
Austin Pendleton (* 1940)

- Pendleton, Don (1927–1995), amerikanischer Schriftsteller
- Pendleton, Edmund (1721–1803), US-amerikanischer Pflanzer, Jurist und Politiker
- Pendleton, Edmund Henry (1788–1862), US-amerikanischer Jurist und Politiker
- Pendleton, Ellen Fitz (1864–1936), US-amerikanische Mathematikerin und Hochschullehrerin
- Pendleton, Freddie (* 1963), US-amerikanischer Boxer im Leichtgewicht und Normalausleger
- Pendleton, George C. (1845–1913), US-amerikanischer Politiker
- Pendleton, George H. (1825–1889), US-amerikanischer Politiker
- Pendleton, James M. (1822–1889), US-amerikanischer Politiker
- Pendleton, John (1802–1868), US-amerikanischer Politiker und Diplomat
- Pendleton, John O. (1851–1916), US-amerikanischer Politiker
- Pendleton, Nat (1895–1967), US-amerikanischer Ringer und Filmschauspieler
- Pendleton, Nathanael G. (1793–1861), US-amerikanischer Politiker (United States Whig Party)
- Pendleton, Victoria (* 1980), britische Radrennfahrerin
- Péndola, Juan (* 1980), uruguayischer Fußballspieler
- Pendola, Tommaso (1800–1883), italienischer Priester und Pädagoge
- Pendorf, Eduard (1892–1958), deutscher Fußballnationalspieler
- Pendragon, Lachlan (* 1996), australischer Filmemacher
- Pendrel, Catharine (* 1980), kanadische Radrennfahrerin
- Pendry, John (* 1943), britischer Physiker
- Pendry, Shawna (* 2002), britische Biathletin
- Pendry, Thomas, Baron Pendry (1934–2023), britischer Politiker (Labour Party)
- Pendyk, Luiza (* 1970), polnische Fußballspielerin

### Pene
- Pene, Omar (* 1955), senegalesischer Sänger und Komponist
- Penebui, Mutter von Pharao Semerchet
- Penecke, Karl (1858–1944), österreichischer Paläontologe und Entomologe
- Penedo, Jaime (* 1981), panamaisch-spanischer Fußballtorhüter
- Penell, Levi (* 2000), deutscher WebvideoproduzentLevi Penell (* 2000)

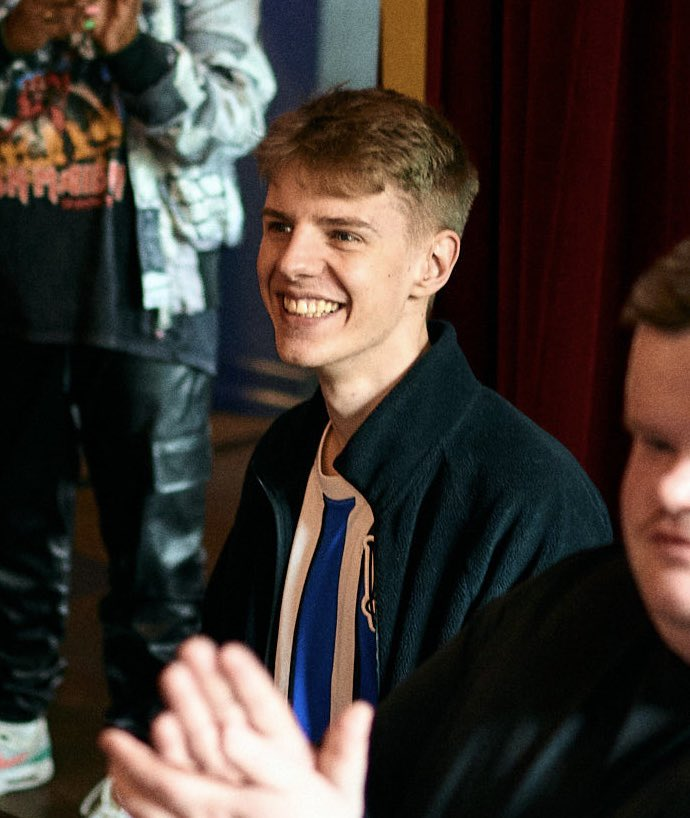
Levi Penell (* 2000)

- Penella, Emma (1931–2007), spanische Schauspielerin
- Penella, Manuel (1880–1939), spanischer Komponist
- Penelow, Iwan (* 1948), bulgarischer Eishockeyspieler
- Penemote, Germano (* 1969), angolanischer Geistlicher, römisch-katholischer Erzbischof und Diplomat des Heiligen Stuhls
- Peneș, Mihaela (1947–2024), rumänische Leichtathletin und Olympiasiegerin
- Peneveyre, Muriel, Schweizer Diplomatin
- Penew, Bojan (1882–1927), bulgarischer Literaturhistoriker und -kritiker
- Penew, Dimitar (* 1945), bulgarischer Fußballspieler und -trainer
- Penew, Ilijan (* 1987), bulgarischer Biathlet
- Penew, Kamen (1959–2025), bulgarischer Ringer
- Penew, Ljuboslaw (* 1966), bulgarischer Fußballspieler und -trainer
- Penew, Penjo (1930–1959), bulgarischer Schriftsteller
- Penezić, Slobodan (1918–1964), jugoslawischer Parteifunktionär und Staatsmann
- Penezić, Vita (* 2006), kroatische Sprinterin

### Penf
- Penfield, Samuel Lewis (1856–1906), US-amerikanischer Mineraloge und Chemiker
- Penfield, Smith Newell (1837–1920), US-amerikanischer Komponist
- Penfield, Wilder (1891–1976), kanadischer Neurologe
- Penfold, Merimeri (1921–2014), neuseeländische Sprachwissenschaftlerin
- Penfold, Michael, venezolanischer Politikwissenschaftler
- Penfold, Molly (* 2001), neuseeländische Cricketspielerin
- Penfold, Peter (1944–2023), britischer Diplomat

### Peng
- Peng Chufan (1884–1911), chinesischer Soldat und Revolutionär
- Peng Yun, Grace (* 1974), US-amerikanische Badmintonspielerin chinesischer Herkunft
- Peng Zhaoqin (* 1968), chinesisch-niederländische Schachspielerin
- Peng, Bo (* 1981), chinesischer Wasserspringer
- Peng, Cheng (* 1997), chinesische Eiskunstläuferin
- Peng, Chin (1922–2013), malaysischer Politiker
- Peng, Chong (1915–2010), chinesischer Politiker
- Peng, Dada (* 1974), deutscher Fernsehmoderator
- Peng, Dehuai (1898–1974), chinesischer PolitikerPeng Dehuai (1898–1974)

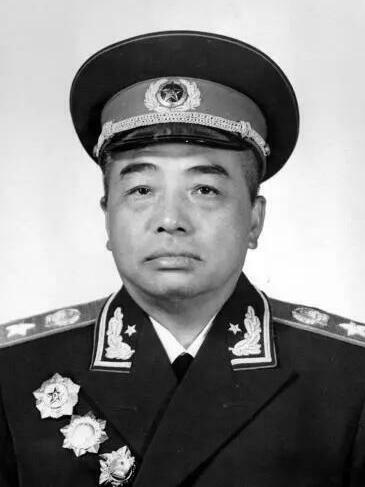
Peng Dehuai (1898–1974)

- Peng, Eddie (* 1982), taiwanisch-kanadischer Schauspieler, Sänger und Model
- Peng, Hsien-yin (* 1989), taiwanischer Tennisspieler
- Peng, Jen-Chieh (* 1949), chinesisch-US-amerikanischer Physiker
- Peng, Jianfeng (* 1994), chinesischer Wasserspringer
- Peng, Jianhua (* 1996), chinesischer Langstreckenläufer
- Peng, Livia (* 2002), Schweizer Fußballspielerin
- Peng, Liyuan (* 1962), chinesische Sopranistin, darstellende Künstlerin und HochschullehrerinPeng Liyuan (* 1962)

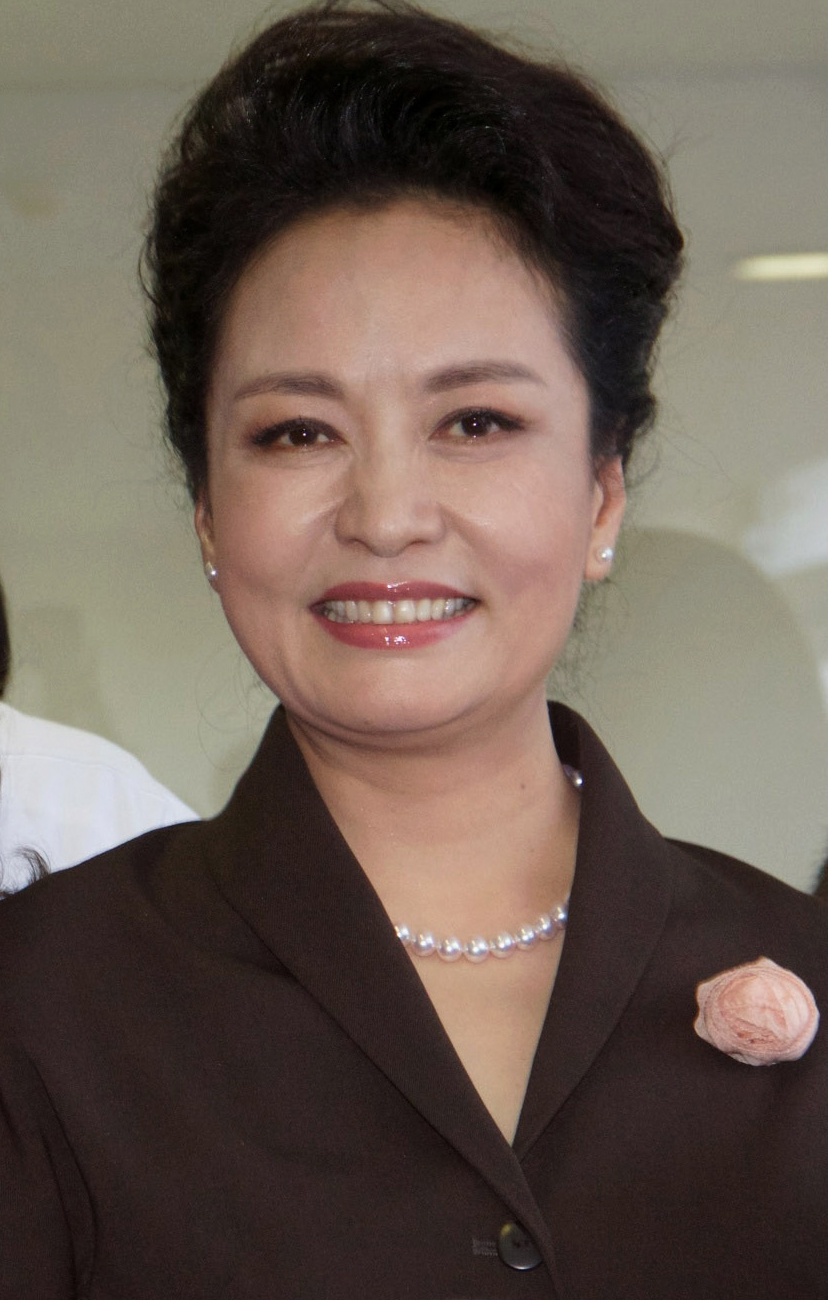
Peng Liyuan (* 1962)

- Peng, Lucy, chinesische Geschäftsfrau
- Peng, Meng, chinesischer Philosoph
- Peng, Ming-min (1923–2022), taiwanischer Hochschullehrer, Dissident, Politiker und Vertreter der Taiwanischen Unabhängigkeitsbewegung
- Peng, Ming-yang (* 1998), taiwanischer Hürdenläufer
- Peng, Pai (1896–1929), chinesischer Revolutionär und Politiker (KPCh)
- Peng, Peiyun (* 1929), chinesische Politikerin in der Volksrepublik China
- Peng, Qingyue (* 2005), chinesische Skispringerin
- Peng, Shige (* 1947), chinesischer Mathematiker
- Peng, Shuai (* 1986), chinesische Tennisspielerin
- Peng, Shuzhi (1895–1983), chinesischer Politiker; Führungsmitglied der Kommunistischen Partei Chinas
- Peng, Sunyi (1615–1673), Literat aus Haiyan in Zhejiang am Ende der Ming- und Anfang der Qing-Dynastie
- Peng, Wan-Ts (* 1939), chinesischer Zeichner
- Peng, Xinyong (* 1973), chinesische Badmintonspielerin
- Peng, Yisong (* 2001), chinesischer Snookerspieler
- Peng, Zhen (1902–1997), chinesischer Politiker, Bürgermeister von Peking und Vorsitzender des Nationalen Volkskongresses der Volksrepublik China
- Peng, Zuyi (* 1948), chinesischer Politiker
- Peng-Keller, Simon (* 1969), Schweizer katholischer Theologe und Hochschullehrer
- Pengel, Johan Adolf (1916–1970), surinamischer Politiker und Premier von Suriname
- Pengelly, Albert (1890–1977), englischstämmiger, in Mexiko geborener Fußballspieler
- Pengelly, Andy (* 1997), australischer Fußballspieler
- Pengelly, William (1812–1894), britischer Geologe, Paläontologe und Prähistoriker
- Penghlis, Thaao (* 1945), australischer Schauspieler
- Pengili, Alban, albanischer Violinist
- Pengilly, Adam (* 1977), britischer Skeletonpilot und Sportfunktionär
- Pengilly, Jessie (1918–1945), australische Radrennfahrerin
- Pengo, Polycarp (* 1944), tansanischer römisch-katholischer Geistlicher, Kardinal und emeritierter Erzbischof von Daressalam
- Pengra, Charlotte Elvira (1875–1916), US-amerikanische Mathematikerin

### Penh
- Penha, Bosco (* 1937), indischer Priester und Weihbischof in Bombay
- Penha, Maria da (* 1945), brasilianische Menschenrechtlerin
- Penhall, Bruce (* 1957), US-amerikanischer Speedway- und Langbahnfahrer
- Penhall, Darren (* 1972), australischer Dartspieler
- Penhoët, Paul (* 2001), französischer Radrennfahrer
- Penhorwood, Edwin (* 1939), US-amerikanischer Komponist

### Peni
- Péni, István (* 1997), ungarischer Sportschütze
- Peniamina, Aʻeau, samoanischer Matai (Häuptling) und Politiker
- Pénicaud, Cédric (* 1971), französischer Schwimmer
- Pénicaud, Muriel (* 1955), französische Managerin und Politikerin
- Peniche, Agustín (* 1941), mexikanischer Fußballspieler
- Peniche, Kari Ann (* 1984), amerikanische Schauspielerin und EntertainerinKari Ann Peniche (* 1984)

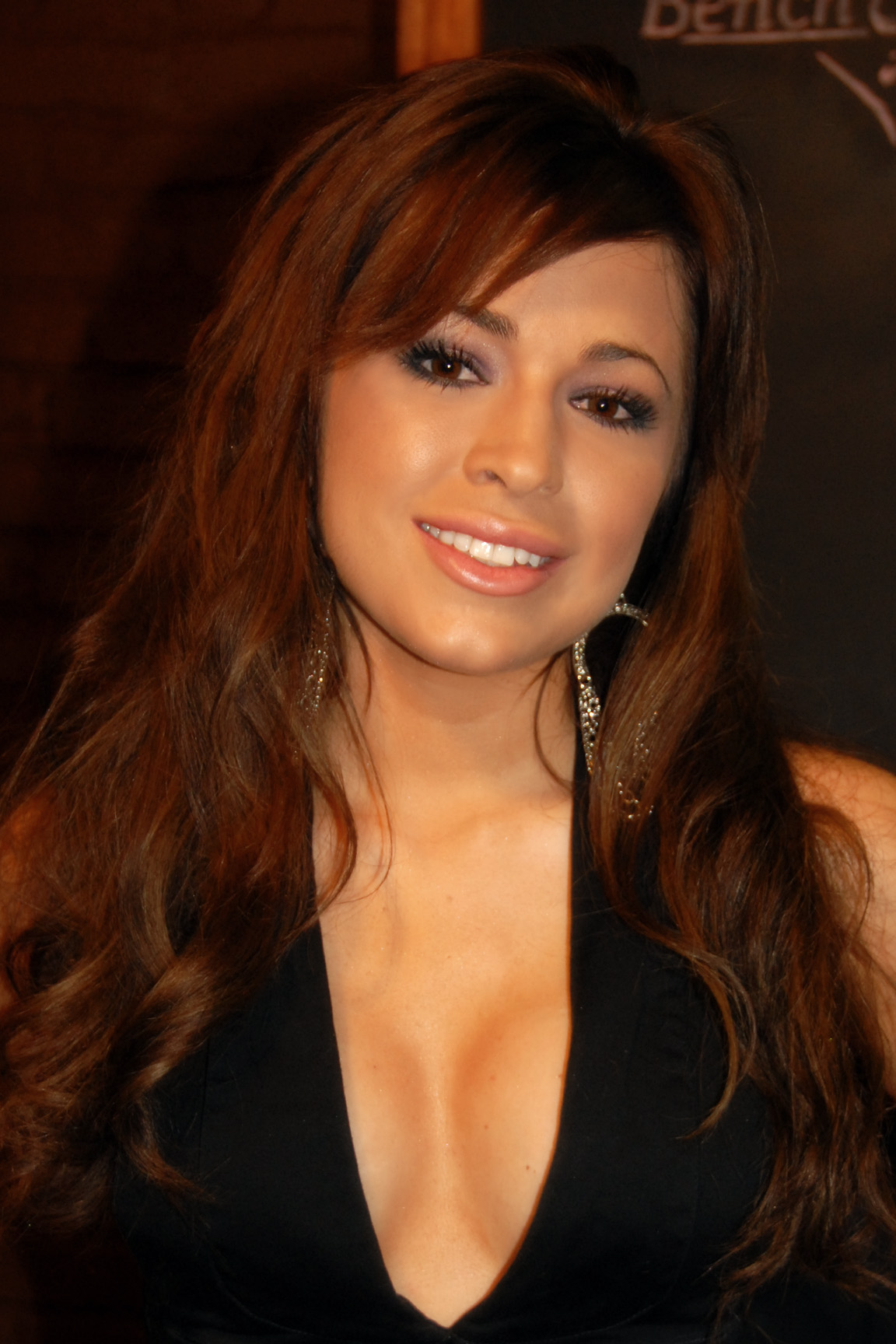
Kari Ann Peniche (* 1984)

- Penicheiro, Ticha (* 1974), portugiesische Basketballspielerin
- Penick, Christine (* 1956), US-amerikanische Judoka
- Penick, Harvey (1904–1995), US-amerikanischer Golftrainer
- Pěnička, Martin (1969–2023), tschechischer Fußballspieler
- Penicka, Pete, Schweizer Musiker
- Penickova, Annika (* 2009), US-amerikanische Tennisspielerin
- Penickova, Kristina (* 2009), US-amerikanische Tennisspielerin
- Penido, Eduardo (* 1960), brasilianischer Segler
- Penigar, Desmond (* 1981), US-amerikanischer Basketballspieler
- Penigaud, Christian (* 1964), französischer Beachvolleyballspieler
- Penihin, Aljaksandr (* 1974), belarussischer Freestyle-Skisportler
- Penik, Artin (1921–1982), christlicher Türke armenischer Herkunft und Selbstverbrenner
- Penikett, Tahmoh (* 1975), kanadischer SchauspielerTahmoh Penikett (* 1975)

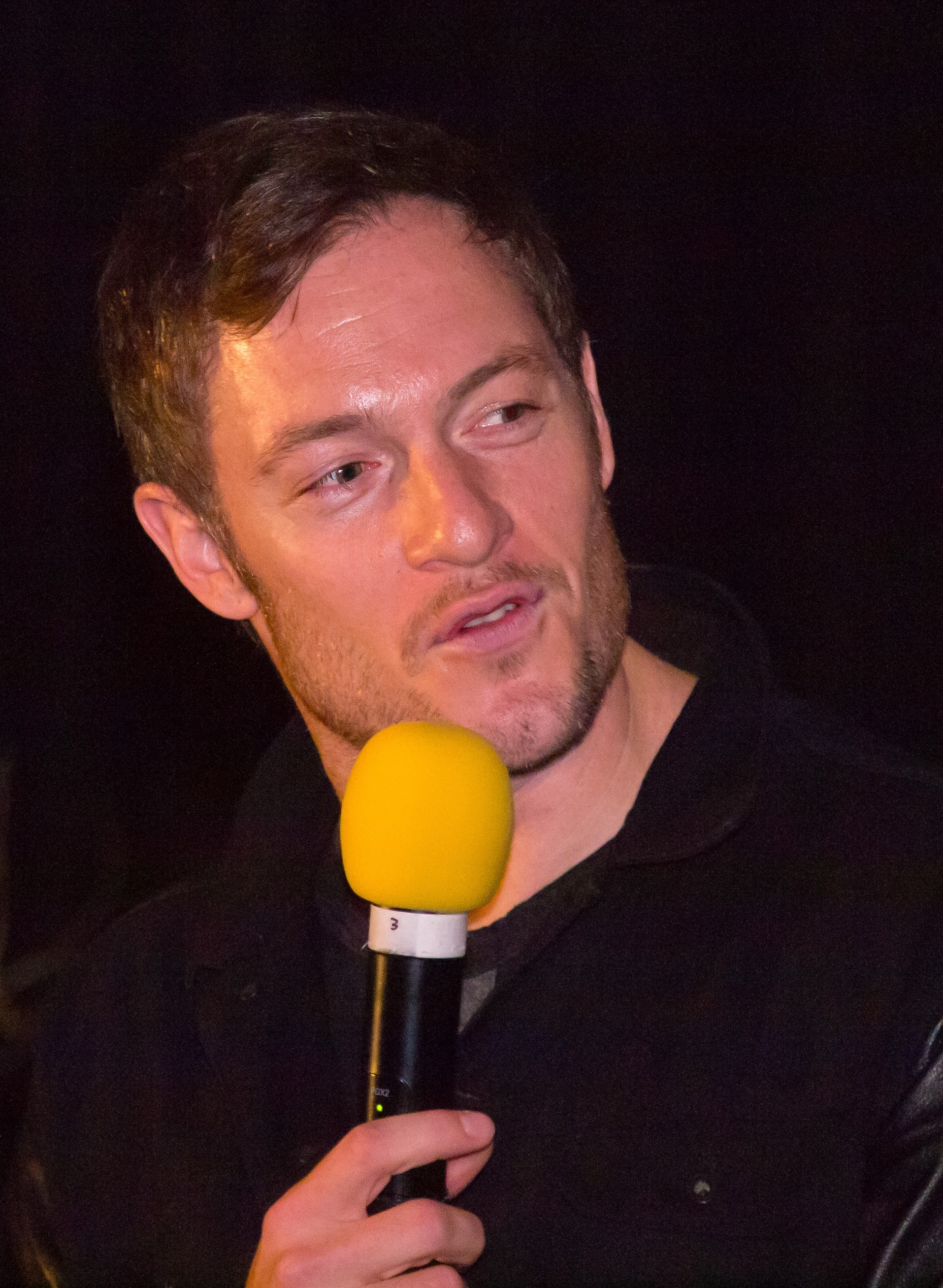
Tahmoh Penikett (* 1975)

- Penikett, Tony (* 1945), kanadischer Politiker
- Peniķis, Mārtiņš (1874–1964), lettischer General
- Penin, Heinz (1924–2020), deutscher Neurologe, Epileptologe und Hochschullehrer
- Penin, Jean-Paul (* 1949), französischer Dirigent
- Penin, Olivier (* 1981), französischer Organist
- Penington, Isaac (1616–1679), britischer Autor, Quäker
- Penington, John B. (1825–1902), US-amerikanischer Politiker
- Peniston, CeCe (* 1969), US-amerikanische SängerinCeCe Peniston (* 1969)

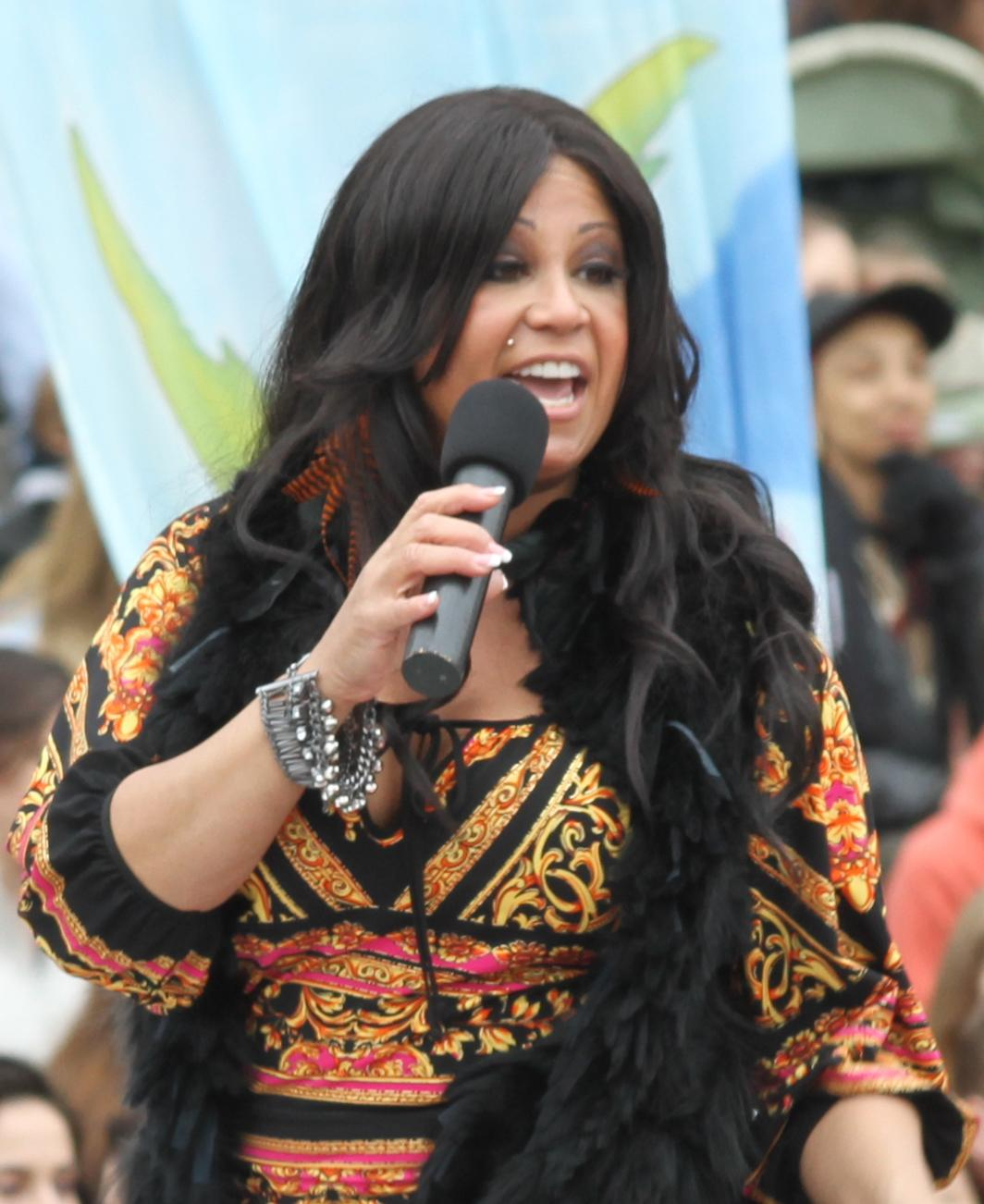
CeCe Peniston (* 1969)

- Peniston, Ryan (* 1995), britischer Tennisspieler
- Penisula, Mau (* 1979), tuvaluischer Fußballspieler

### Penj
- Penjajew, Jewgeni Iwanowitsch (* 1942), sowjetischer Kanute
- Penjak, Jossyp (* 1984), ukrainischer Snowboarder
- Penjon, Auguste (1843–1919), französischer Philosoph
- Penjor, Yeshey (* 1964), Politiker in Bhutan

### Penk
- Penk, Andreas (* 1965), deutscher Mediziner und Manager
- Penk, Antje (* 1974), deutsche Autorin von Erzählungen und historischen Kriminalromanen
- Penk, Chris (* 1980), neuseeländischer Politiker der New Zealand National Party
- Penk, Matthias (* 1988), deutscher Volleyball- und Beachvolleyballspieler
- Penk, Wolfgang (1938–2023), deutscher Fernsehproduzent
- Penka, Karl (1847–1912), österreichischer Anthropologe
- Penkala, Alice (1902–1988), österreichische Schriftstellerin
- Penkala, Slavoljub Eduard (1871–1922), Ingenieur und ErfinderSlavoljub Eduard Penkala (1871–1922)

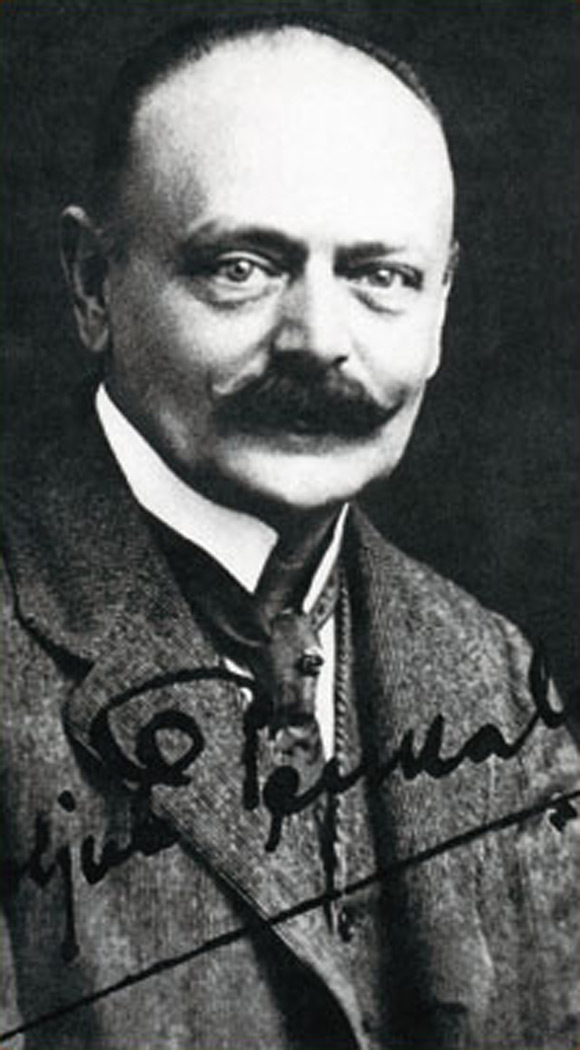
Slavoljub Eduard Penkala (1871–1922)

- Penkalski, Wojciech (* 1974), polnischer Politiker (Ruch Palikota), Mitglied des Sejm
- Pěnkava, Pavel (* 1944), tschechischer Mittel- und Langstreckenläufer
- Pěnkavová, Kateřina (* 1987), tschechische Tischtennisspielerin
- Penke, Lars (* 1978), Psychologe und Hochschullehrer
- Penker, Ferdinand (1950–2014), österreichischer Maler
- Penker, Georg (1926–2023), deutscher Landschaftsarchitekt und Autor in Neuss
- Penker, Jürgen (* 1982), österreichischer Eishockeyspieler
- Penkert, Alfred (1933–2019), deutscher Pädagoge, Regionalhistoriker und Sachbuchautor
- Penkert, Ludolf (1844–1904), deutscher Arzt und Kommunalbeamter
- Penkert, Max (1877–1955), deutscher Gynäkologe und Geburtshelfer
- Penkert, Rainer (1921–2012), deutscher Schauspieler
- Penkert, Sibylle (1935–2023), deutsche Literaturwissenschaftlerin
- Penkin, Kevin (* 1992), australischer Musikkomponist
- Penkler, Heinrich Christoph von (1700–1774), österreichischer Politiker und Diplomat
- Penkler, Josef von (1751–1830), österreichischer Politiker
- Penkner, Andreas (* 1982), deutscher Ruderer
- Penkow, Roman Olegowitsch (* 1976), russischer Musikproduzent
- Penkowa, Milena (* 1973), dänische Hirnforscherin und Autorin
- Penkowa, Zwetelina (* 1988), bulgarische Politikerin (BSP), MdEP
- Penkowski, Oleg Wladimirowitsch (1919–1963), sowjetischer Oberst im Militärnachrichtendienst GRUOleg Wladimirowitsch Penkowski (1919–1963)

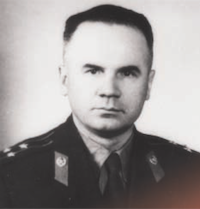
Oleg Wladimirowitsch Penkowski (1919–1963)

- Penksa, Marek (* 1973), slowakischer Fußballspieler
- Penkwitz, Dirk (* 1969), deutscher Fernsehmoderator

### Penl
- Penland, Ralph (1953–2014), US-amerikanischer Schlagzeuger des Modern Jazz

### Penm
- Penman, Arthur (1922–2008), britischer Geotechniker
- Penman, Howard L. (1909–1984), britischer Physiker
- Penman, Matt (* 1974), neuseeländischer Jazzbassist
- Penman, Willie (1886–1907), schottischer Fußballspieler
- Penman, Willie (1939–2017), schottischer Fußballspieler
- Penmeru; Pen-meru, Leiter der Küche, Oberaufseher über die Totenpriester, königlicher Bekannter, Priester des Mykerinos

### Penn
- Penn Nouth (1906–1985), kambodschanischer Politiker
- Penn, Alexander G. (1799–1866), US-amerikanischer Politiker
- Penn, Angelica (* 1985), britische Schauspielerin und Country-Sängerin
- Penn, Arthur (1922–2010), US-amerikanischer Filmregisseur des New Hollywood
- Penn, Audrey S. (* 1934), US-amerikanische Neurologin und Hochschullehrerin
- Penn, B.J. (* 1978), US-amerikanischer Kampfsportler
- Penn, Chris (1965–2006), US-amerikanischer Filmschauspieler

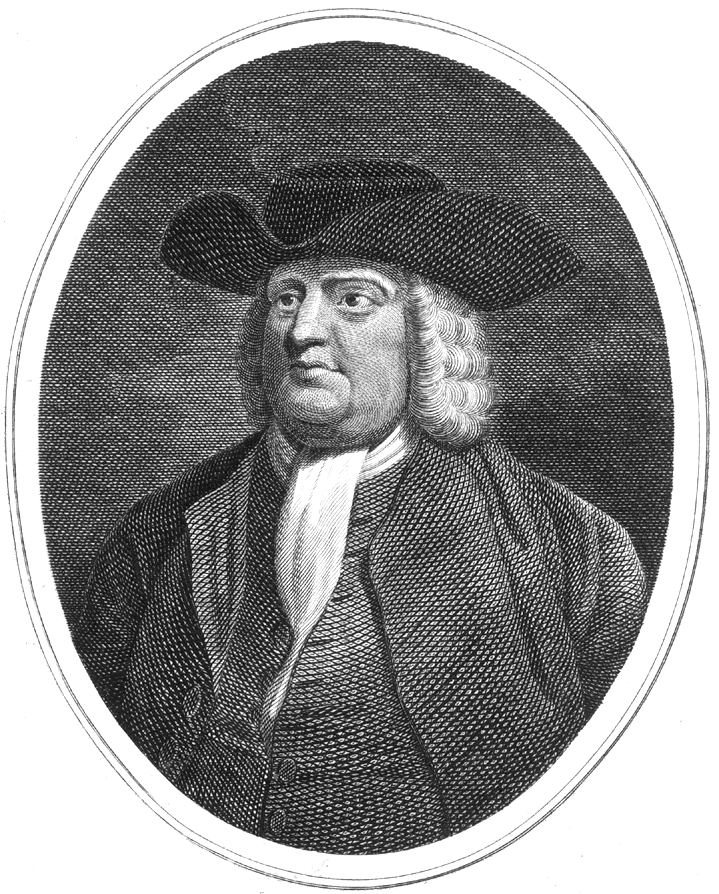
William Penn (1644–1718)

- Penn, Clarence (* 1968), US-amerikanischer Jazz-Schlagzeuger und Komponist
- Penn, Dawn (* 1952), jamaikanische Sängerin
- Penn, Dena, Kinderschauspielerin
- Penn, Donald (* 1983), US-amerikanischer American-Football-Spieler
- Penn, Dylan (* 1991), US-amerikanisches Model und SchauspielerinDylan Penn (* 1991)

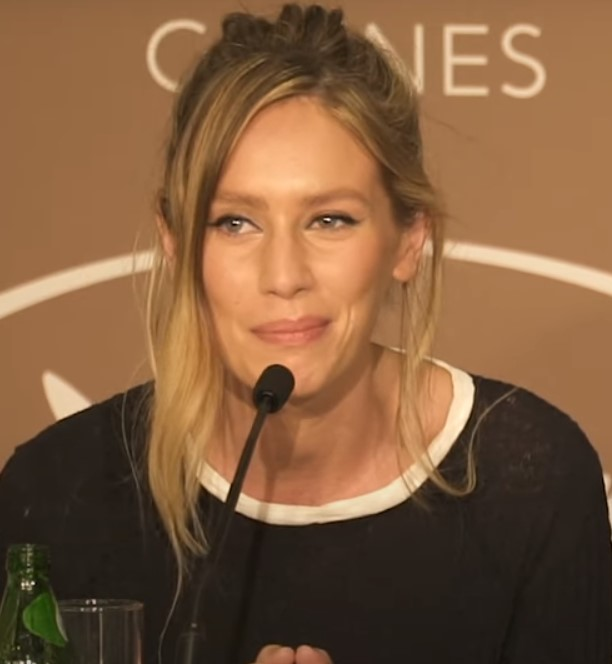
Dylan Penn (* 1991)

- Penn, Frank (1851–1916), englischer Cricketspieler
- Penn, Hannah Callowhill (1671–1727), zweite Ehefrau William Penns
- Penn, Hopper (* 1993), US-amerikanischer Filmschauspieler
- Penn, Irving (1917–2009), US-amerikanischer Fotograf
- Penn, Jakob (1839–1897), bayerischer Landwirt
- Penn, John (1729–1795), letzter Gouverneur der Kolonie Pennsylvania
- Penn, John (1741–1788), britisch-US-amerikanischer Jurist und Politiker, einer der Gründerväter der USA
- Penn, Josh, Filmproduzent
- Penn, Kal (* 1977), US-amerikanischer Schauspieler und demokratischer Politiker
- Penn, Leo (1921–1998), US-amerikanischer Regisseur und Schauspieler
- Penn, Maik (* 1981), deutscher Politiker (CDU), MdA
- Penn, Michael (* 1958), US-amerikanischer Musiker
- Penn, Michael Philip (* 1970), US-amerikanischer Religionswissenschaftler
- Penn, Quincy (* 2005), bahamaische Sprinterin
- Penn, Sammy (1902–1969), US-amerikanischer Jazzmusiker
- Penn, Sean (* 1960), US-amerikanischer Schauspieler, Filmregisseur, Drehbuchautor und FilmproduzentSean Penn (* 1960)

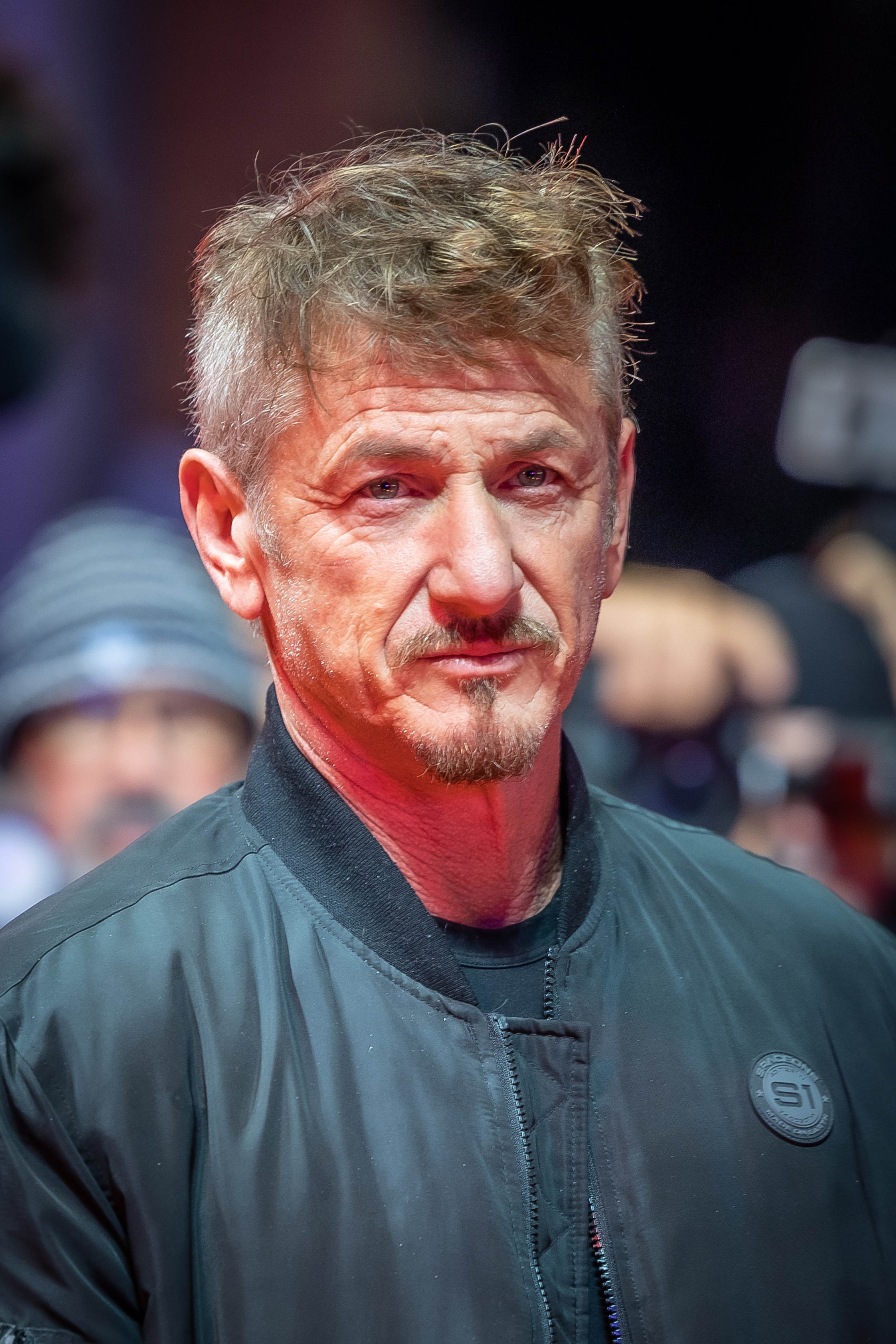
Sean Penn (* 1960)

- Penn, Stefan (* 1967), deutscher Bauingenieur und Betriebswirt
- Penn, Thomas (1702–1775), englischer Großgrundbesitzer
- Penn, William (1621–1670), englischer Admiral
- Penn, William (1644–1718), Gründer der Kolonie PennsylvaniaWilliam Penn (1644–1718)
- Penn, Zak (* 1968), US-amerikanischer Drehbuchautor, Filmproduzent, Schauspieler und Filmregisseur
- Penn-Hughes, Clifton (1905–1939), britischer Autorennfahrer
- Penn-Lewis, Jessie (1861–1927), walisische Predigerin und Autorin geistlicher Bücher
- Penn-te Strake, Annemarie (* 1953), niederländische Politikerin (parteilos), Bürgermeisterin von Maastricht (seit 2015)
- Penna, Joe (* 1987), brasilianischer Gitarrist, Animationskünstler und Filmemacher
- Penna, José Osvaldo de Meira (1917–2017), brasilianischer Schriftsteller und Diplomat
- Penna, Lauri (* 2006), deutscher Fußballspieler
- Penna, Lorenzo (1613–1693), italienischer Musiker, Komponist, Musiktheoretiker
- Penna, Sandro (1906–1977), italienischer Dichter und Erzähler
- Pennac, Daniel (* 1944), französischer Schriftsteller
- Pennacchi, Andrea (* 1969), italienischer Schauspieler
- Pennacchi, Antonio (1950–2021), italienischer Schriftsteller
- Pennacchio, Luigi (1933–2001), italienischer Skispringer
- Pennacchio, Piero, italienischer Skispringer und Nordischer Kombinierer
- Pennacchio, Rocco (* 1963), italienischer Geistlicher, römisch-katholischer Erzbischof von Fermo
- Pennacchio, Salvatore (* 1952), italienischer Geistlicher, vatikanischer Diplomat, römisch-katholischer Erzbischof, Präsident der Päpstlichen Diplomatenakademie
- Pennant, Jermaine (* 1983), englischer FußballspielerJermaine Pennant (* 1983)

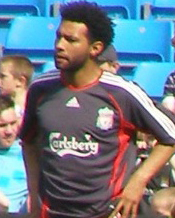
Jermaine Pennant (* 1983)

- Pennant, Keylin (* 2000), costa-ricanische Leichtathletin
- Pennant, Thomas (1726–1798), walisischer Naturwissenschaftler, Ornithologe und Altertumsforscher
- Pennarini (1870–1927), österreichischer Opernsänger (Tenor) und Theaterintendant sowie Stummfilmschauspieler
- Pennario, Leonard (1924–2008), US-amerikanischer Pianist und Komponist
- Pennarius, Johann (1517–1563), Weihbischof in Köln
- Pennavaire, Peter von (1680–1759), preußischer Generalleutnant der Kavallerie, Kommandeur des Leibkarabiner-Regiments
- Penndorf, Balduin (1873–1941), deutscher Wirtschaftswissenschafter und Handelsschullehrer
- Penndorf, Gudrun (* 1938), deutsche Romanistin und Übersetzerin
- Penndorf, Hans (1879–1960), deutscher Geologe und Paläontologe
- Penndorf, Heidelinde (* 1956), deutsche Politikerin (Die Linke), MdL
- Penndorf, Jutta (* 1946), deutsche Kunsthistorikerin, Direktorin des Lindenau-Museums in Altenburg
- Penndorf, Lothar (1928–2017), deutscher Generalmajor (NVA)
- Penndorf, Rudolf (* 1911), deutscher Geophysiker
- Penne, Raymond Pierre (1770–1815), französischer General der Infanterie
- Pennebaker, D. A. (1925–2019), US-amerikanischer Dokumentarfilmer und einer der Pioniere des Direct CinemaD. A. Pennebaker (1925–2019)

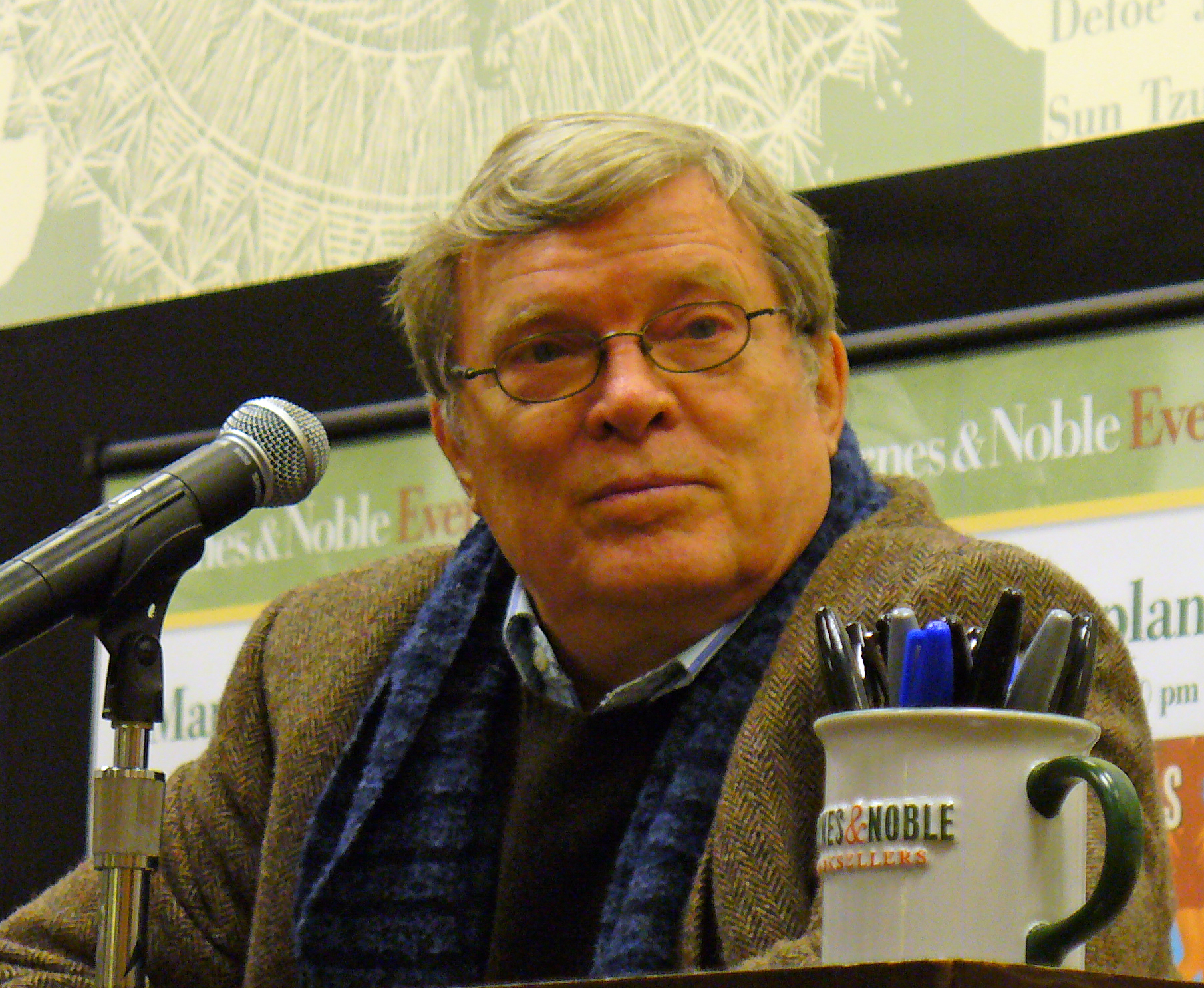
D. A. Pennebaker (1925–2019)

- Pennebaker, James (* 1950), US-amerikanischer Hochschullehrer, Professor für Psychologie
- Pennefather, Alice (1903–1983), singapurische Badmintonspielerin
- Pennefather, John L. (1798–1872), britischer General im Krimkrieg
- Penneke, Giesbert (* 1963), deutscher Fußballspieler
- Pennel, John (1940–1993), US-amerikanischer Leichtathlet
- Pennell, Harry (1882–1916), britischer Marineoffizier und Polarforscher
- Pennell, Joseph (1857–1926), US-amerikanischer Illustrator und Autor
- Pennell, Larry (1928–2013), US-amerikanischer Schauspieler
- Pennell, Lawrence (1915–2008), kanadischer Politiker
- Pennell, Steven Brian († 1992), US-amerikanischer Serienmörder
- Pennell, Vane (1876–1938), britischer Racketsspieler
- Pennemann, Gerhard (1906–1985), deutscher Landwirt und Politiker (Zentrum), MdL
- Pennemann, Theodor (1861–1932), deutscher Agrarfunktionär, Politiker (Zentrum), MdR
- Penner, Bernhard (1890–1933), deutscher Verwaltungsjurist, Landrat in Tilsit-Ragnit
- Penner, Dustin (* 1982), kanadischer Eishockeyspieler
- Penner, Elina (* 1987), deutsche Schriftstellerin und UnternehmerinElina Penner (* 1987)

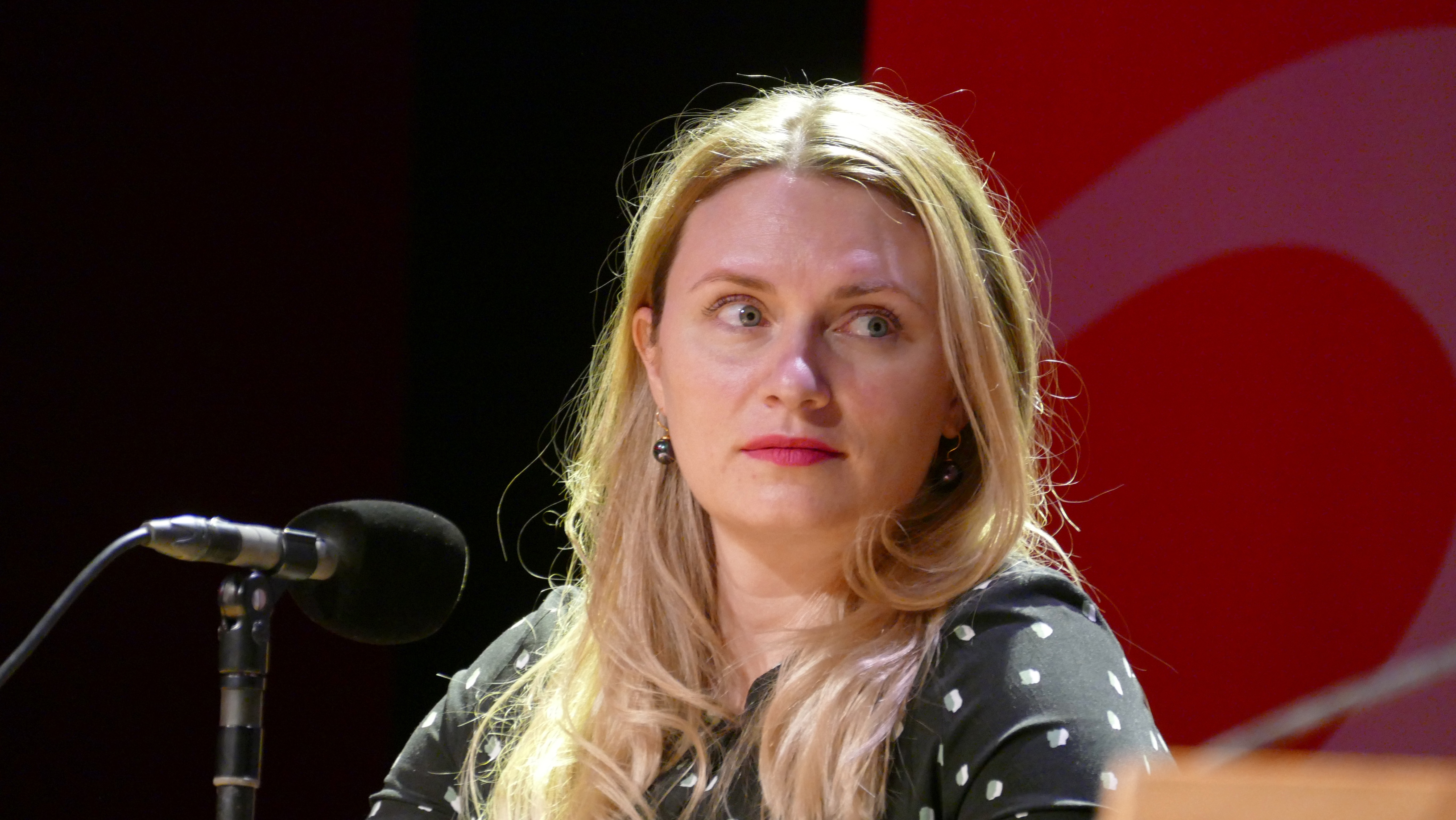
Elina Penner (* 1987)

- Penner, Erdman (1905–1956), kanadischer Drehbuchautor, Liedtexter und Musiker
- Penner, Ernst (1883–1940), deutscher Politiker (NSDAP), MdR, MdL
- Penner, Florian (* 1974), deutscher Bassist und Medienkünstler
- Penner, Horst (1910–2002), deutscher Oberstudiendirektor und Historiker

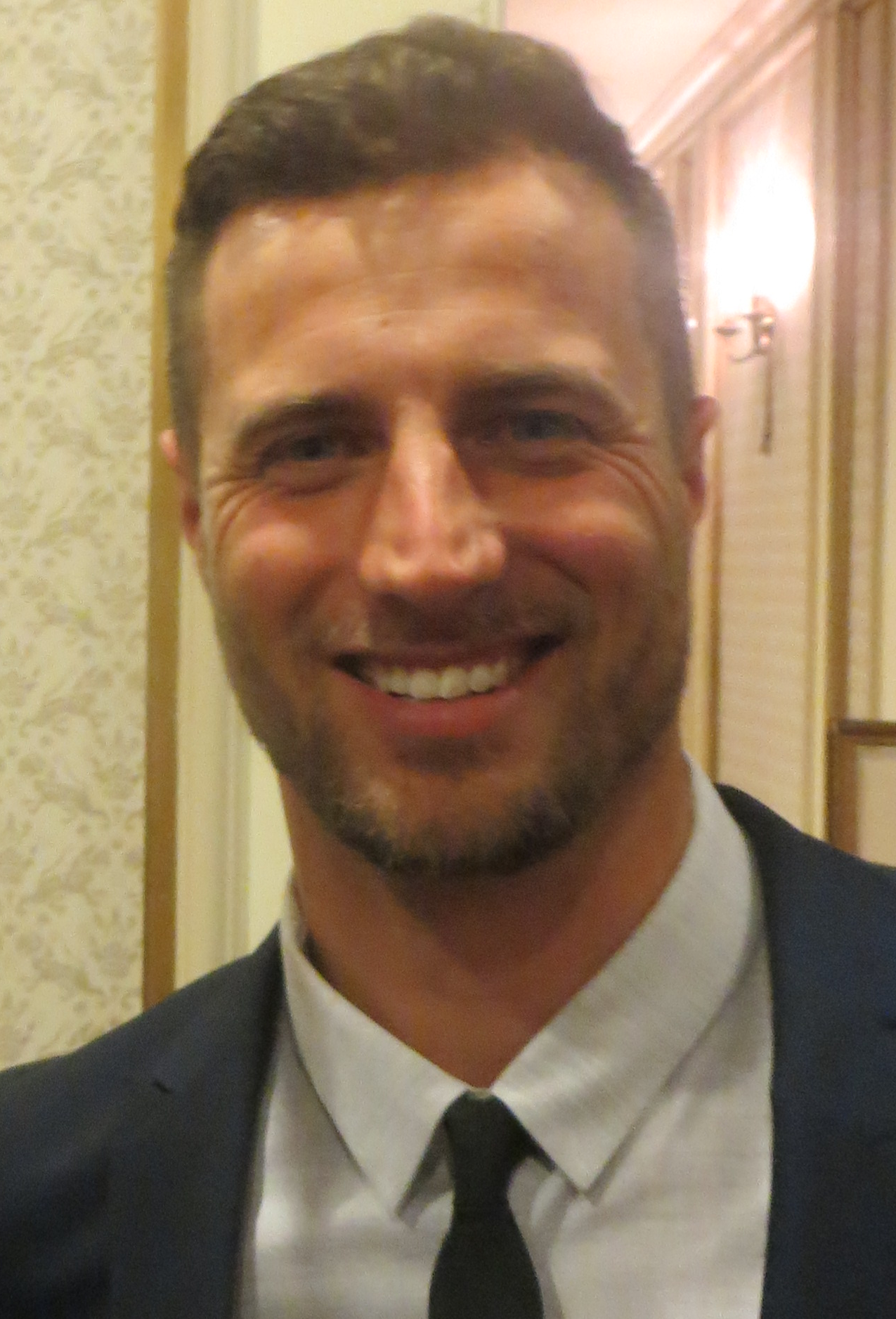
Brendan Penny

- Penner, Jonathan (* 1962), US-amerikanischer Schauspieler und Drehbuchautor
- Penner, Klaus (1921–1998), deutscher Admiralarzt der Bundesmarine
- Penner, Maria (* 2006), deutsche Fußballspielerin
- Penner, Otto (1845–1900), deutscher Architekt
- Penner, Willfried (* 1936), deutscher Politiker (SPD), MdB
- Penners, Lothar (* 1942), deutscher katholischer Theologe
- Penners, Theodor (1912–1994), deutscher Historiker und Archivdirektor
- Penneteau, Nicolas (* 1981), französischer Fußballspieler
- Pennetta, Flavia (* 1982), italienische TennisspielerinFlavia Pennetta (* 1982)

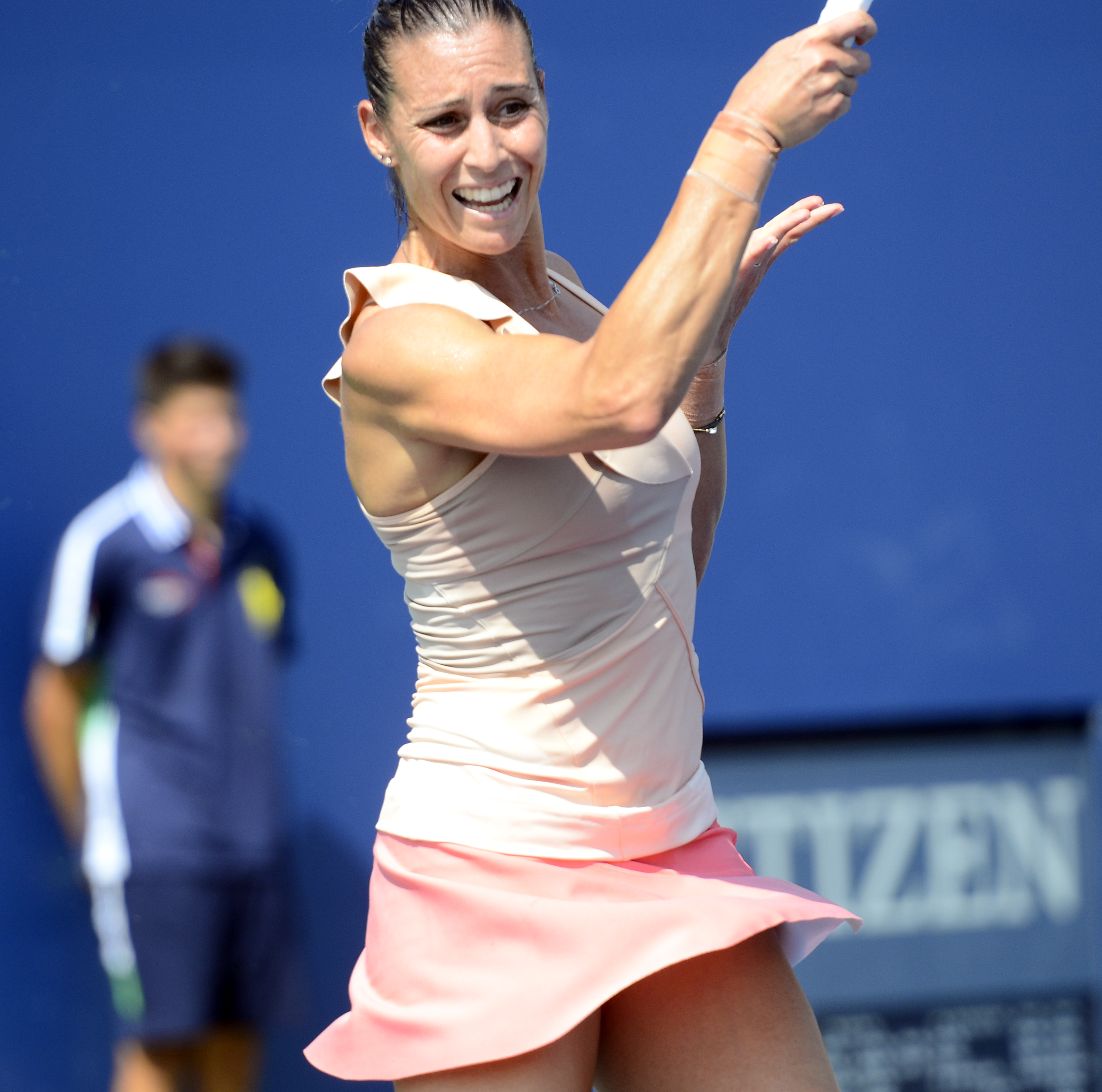
Flavia Pennetta (* 1982)

- Pennewaert, Jacques (1940–2016), belgischer Sprinter und Mittelstreckenläufer
- Pennewill, Simeon S. (1867–1935), US-amerikanischer Politiker und Gouverneur von Delaware
- Pennewitz, Kurt (* 1922), deutscher Fußballspieler und -trainer
- Penney, Alphonsus Liguori (1924–2017), kanadischer Geistlicher, Erzbischof von Saint John’s, Neufundland
- Penney, Edmund (1926–2008), US-amerikanischer Schauspieler, Filmregisseur und Drehbuchautor
- Penney, Jackson (* 1969), kanadischer Eishockeyspieler
- Penney, James Cash (1875–1971), US-amerikanischer Unternehmer, Gründer von J. C. Penney
- Penney, Kirk (* 1980), neuseeländischer Basketballspieler
- Penney, Matt (* 1998), englischer Fußballspieler
- Penney, Stef (* 1969), schottische Filmemacherin und Autorin
- Penney, Steve (* 1961), kanadischer Eishockeytorwart
- Penney, Steve (* 1964), nordirischer Fußballspieler
- Penney, William (1909–1991), britischer Physiker
- Penni, Giovanni Francesco, italienischer Maler
- Penni, Luca, italienischer Maler
- Pennick, Jack (1895–1964), US-amerikanischer Filmschauspieler
- Pennicott, Tivon (* 1985), US-amerikanischer Jazzmusiker
- Pennie, Fiona (* 1982), britische Kanutin
- Pennig, Alois (1908–1957), deutscher Fußballschiedsrichter
- Pennig, Willi (1908–1973), deutscher Fußballspieler
- Pennigsdorf, Wolfgang (* 1935), deutscher Politiker (SPD), MdL
- Penniman, Ebenezer J. (1804–1890), US-amerikanischer Politiker
- Penniman, Howard R. (1916–1995), US-amerikanischer Politikwissenschaftler und Hochschullehrer
- Penning, Frans Michel (1894–1953), niederländischer Physiker
- Penning, Louwrens (1854–1927), niederländischer Autor und Journalist
- Penning, Mitchell (* 1995), US-amerikanischer Volleyballspieler
- Penning, Trevor (* 1999), US-amerikanischer American-Football-Spieler
- Penninga, Ruben (* 1997), niederländischer Beachvolleyballspieler
- Penningbüttel, Johann († 1582), deutscher Verwaltungsjurist, Ratsherr der Hansestadt Lübeck
- Penninger, Josef (* 1964), österreichischer Mediziner, wissenschaftlicher Direktor am Institut für Molekulare Biotechnologie (IMBA)Josef Penninger (* 1964)

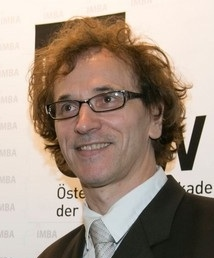
Josef Penninger (* 1964)

- Pennings, Jeannette (* 1977), niederländische Bobfahrerin
- Pennington, Alan (1916–1961), britischer Sprinter
- Pennington, Alexander C. M. (1810–1867), US-amerikanischer Politiker
- Pennington, Basil (1931–2005), US-amerikanischer römisch-katholischer Theologe, Trappist, Abt und geistlicher Autor
- Pennington, Chad (* 1976), US-amerikanischer Footballspieler
- Pennington, Edmund (1848–1926), amerikanischer Eisenbahnmanager
- Pennington, George (* 1947), psychologischer Forscher und Lehrer, Buchautor und TV-Psychologe
- Pennington, James W. C. (1807–1870), amerikanischer Aktivist
- Pennington, Jeffrey T., US-amerikanischer Offizier, Generalmajor der US Air Force
- Pennington, Jesse (1883–1970), englischer Fußballspieler
- Pennington, Joan (* 1960), US-amerikanische Schwimmerin
- Pennington, John L. († 1900), US-amerikanischer Politiker, Gouverneur des Dakota-Territoriums
- Pennington, Kenneth (* 1941), US-amerikanischer Mittelalterhistoriker
- Pennington, Mary Engle (1872–1952), US-amerikanische Chemikerin und Bakteriologin
- Pennington, Michael (* 1943), britischer Schauspieler, Theaterregisseur und SchriftstellerMichael Pennington (* 1943)

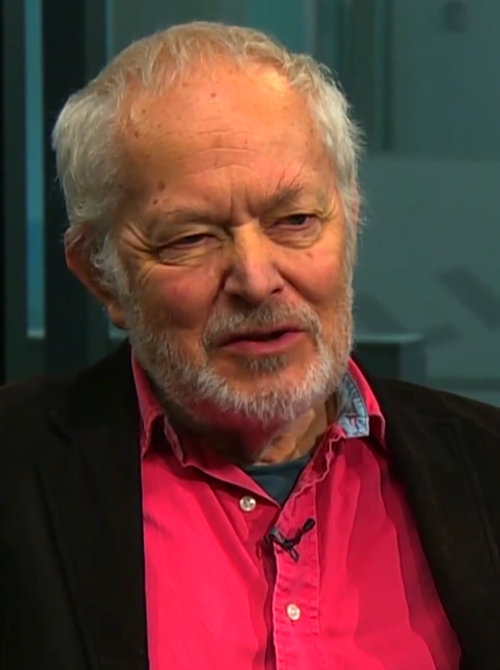
Michael Pennington (* 1943)

- Pennington, Tygert Burton (* 1965), amerikanischer Fernsehmoderator, Model und Zimmermann
- Pennington, William (1796–1862), US-amerikanischer Politiker
- Pennington, William S. (1757–1826), US-amerikanischer Jurist und Politiker
- Pennington-Richards, C. M. (1911–2005), britischer Kameramann und Filmregisseur
- Penninx, Nelleke (* 1971), niederländische Ruderin
- Pennisi di Floristella, Agostino (1890–1963), italienischer Volkskundler und Politiker
- Pennisi, Francesco (1898–1974), Bischof von Ragusa
- Pennisi, Francesco (1934–2000), italienischer Komponist
- Pennisi, Michele (* 1946), italienischer Geistlicher, emeritierter römisch-katholischer Erzbischof von Monreale
- Pennisi, Rafael (* 1985), argentinischer Gewichtheber
- Pennitz, Martin (* 1962), österreichischer Rechtswissenschaftler
- Penno, Dana (* 1985), deutsche Basketballspielerin
- Penno, Enno (1930–2016), estnischer Exilpolitiker
- Penno, Rudolf (1896–1951), estnischer Politiker, Mitglied des Riigikogu
- Penno, Sebastian (* 1990), deutscher Politiker (SPD) und Mitglied des Niedersächsischen Landtags
- Pennock, Christopher (1944–2021), US-amerikanischer Schauspieler
- Pennock, Herb (1894–1948), US-amerikanischer Baseballspieler
- Pennoyer, Sylvester (1831–1902), US-amerikanischer Politiker
- Pennrich, Jakob (1849–1911), Landtagsabgeordneter Großherzogtum Hessen
- Penny, Arthur (1907–2003), britischer Langstreckenläufer
- Penny, Bob (1935–2022), US-amerikanischer Literaturprofessor und Schauspieler
- Penny, Brendan, kanadischer SchauspielerBrendan Penny
- Penny, Christopher (* 1962), US-amerikanischer Ruderer
- Penny, Diego (* 1984), peruanischer Fußballspieler
- Penny, Erik, US-amerikanischer Songwriter und Gitarrist
- Penny, Glynis (* 1951), britische Langstreckenläuferin
- Penny, H. Glenn (* 1964), US-amerikanischer Historiker
- Penny, Hank (1918–1992), US-amerikanischer Country-Sänger
- Penny, Joe (* 1956), US-amerikanischer Schauspieler
- Penny, Laurie (* 1986), britische Autorin, Journalistin
- Penny, Louise (* 1958), kanadische KriminalschriftstellerinLouise Penny (* 1958)

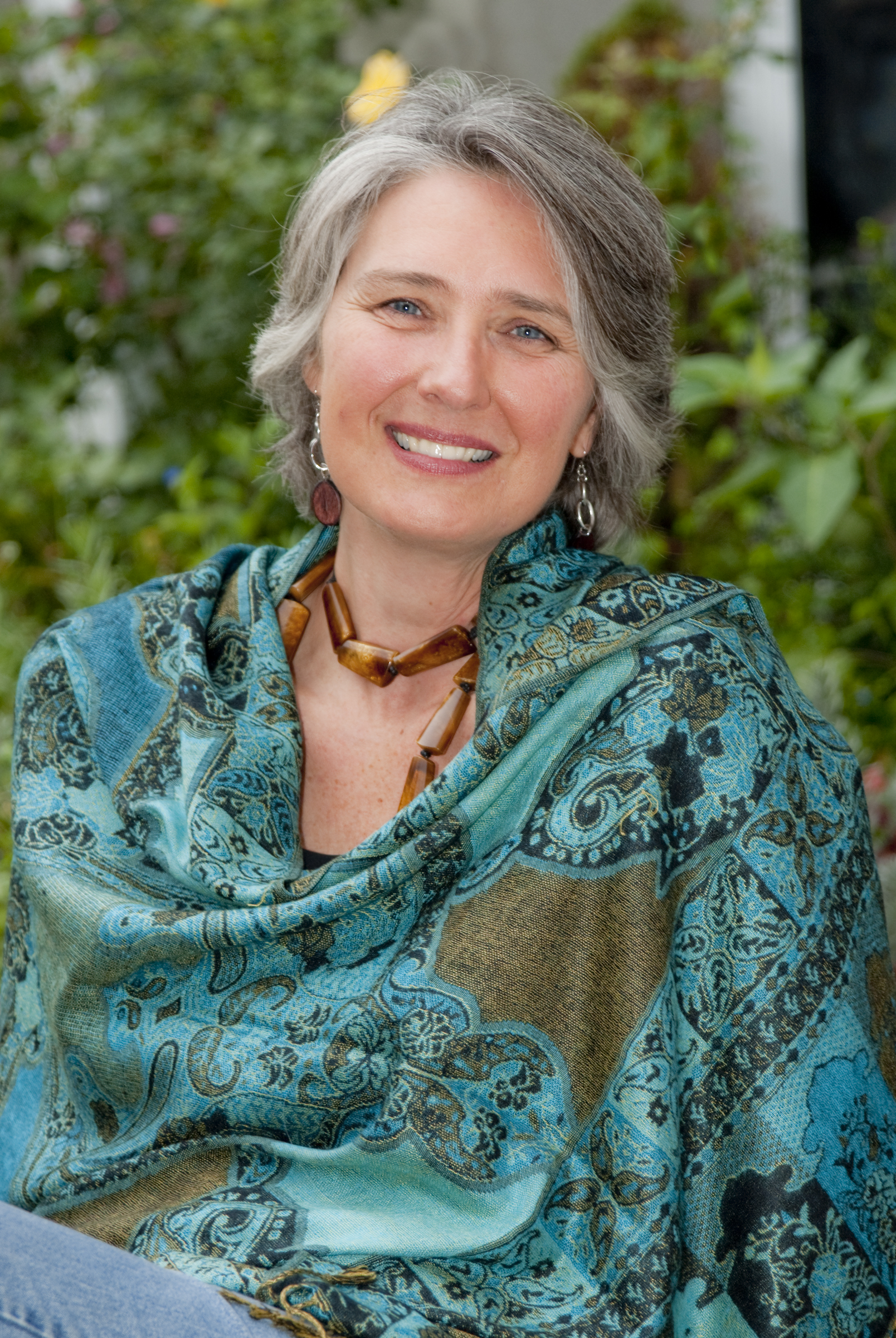
Louise Penny (* 1958)

- Penny, Malcolm, britischer Zoologe
- Penny, Myvanwy Ella (* 1984), deutsch-britische Violinistin
- Penny, Nicholas (* 1949), englischer Kunsthistoriker
- Penny, Rashaad (* 1996), US-amerikanischer American-Football-Spieler
- Penny, Sydney (* 1971), US-amerikanische Schauspielerin und Filmproduzentin
- Penny, Thomas (1532–1589), britischer Arzt, Geistlicher, Botaniker und Entomologe
- Penny, Tim (* 1951), US-amerikanischer Politiker
- Penny, Tom (* 1977), britischer Skateboarder
- Penny, William (1809–1892), schottischer Walfänger
- Pennybacker, Isaac S. (1805–1847), US-amerikanischer Jurist und Politiker
- Pennypacker, Samuel (1843–1916), US-amerikanischer Politiker
- Pennypacker, Sara (* 1951), US-amerikanische Kinderbuchautorin

### Peno
- Penone, Giuseppe (* 1947), italienischer Künstler
- Penot, Bernard Gilles (1519–1617), französischer Alchemist und Arzt

### Penq
- Penquitt, Marcel (* 1986), deutscher Politiker (SPD)
- Penquitt, Ulrich (* 1955), deutscher Schauspieler

### Penr
- Penre, ägyptischer Beamter unter Hatschepsut
- Penrice, James (* 1998), schottischer Fußballspieler
- Penridge, Stan (1951–2001), US-amerikanischer Produzent, Musiker und Songwriter
- Penrith, Brad (* 1965), US-amerikanischer Ringer
- Penrod, Guy (* 1963), US-amerikanischer Gospel- und Christian-Music-Sänger
- Penrose, Antony (* 1947), britischer Schriftsteller, Fotograf, Kurator und NachlassverwalterAntony Penrose (* 1947)

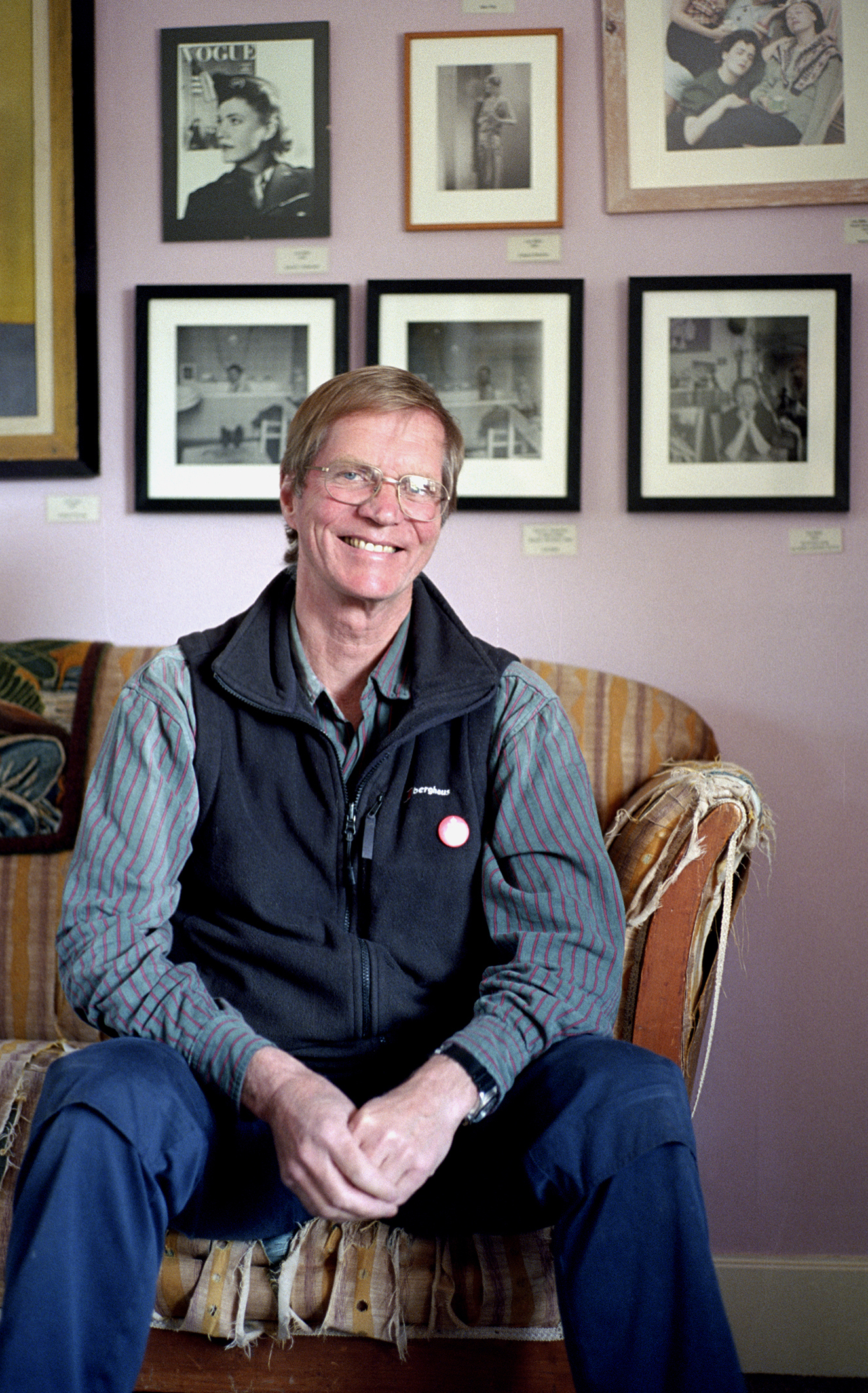
Antony Penrose (* 1947)

- Penrose, Beryl (1930–2021), australische Tennisspielerin
- Penrose, Boies (1860–1921), US-amerikanischer Politiker
- Penrose, Edith (1914–1996), britische Ökonomin
- Penrose, Emily (1858–1942), britische Historikerin und Hochschullehrerin
- Penrose, Francis Cranmer (1817–1903), britischer Architekt und Archäologe
- Penrose, Jalen (* 1994), US-amerikanischer Volleyballspieler
- Penrose, John (1850–1932), britischer Bogenschütze
- Penrose, Jonathan (1933–2021), englischer Schachspieler
- Penrose, Lionel (1898–1972), britischer Psychiater, Genetiker, Mathematiker und Schachkomponist
- Penrose, Oliver (* 1929), britischer Mathematiker und Physiker
- Penrose, Richard Alexander Fullerton Jr. (1863–1931), amerikanischer Geologe und Unternehmer
- Penrose, Roger (* 1931), britischer Mathematiker und theoretischer PhysikerRoger Penrose (* 1931)

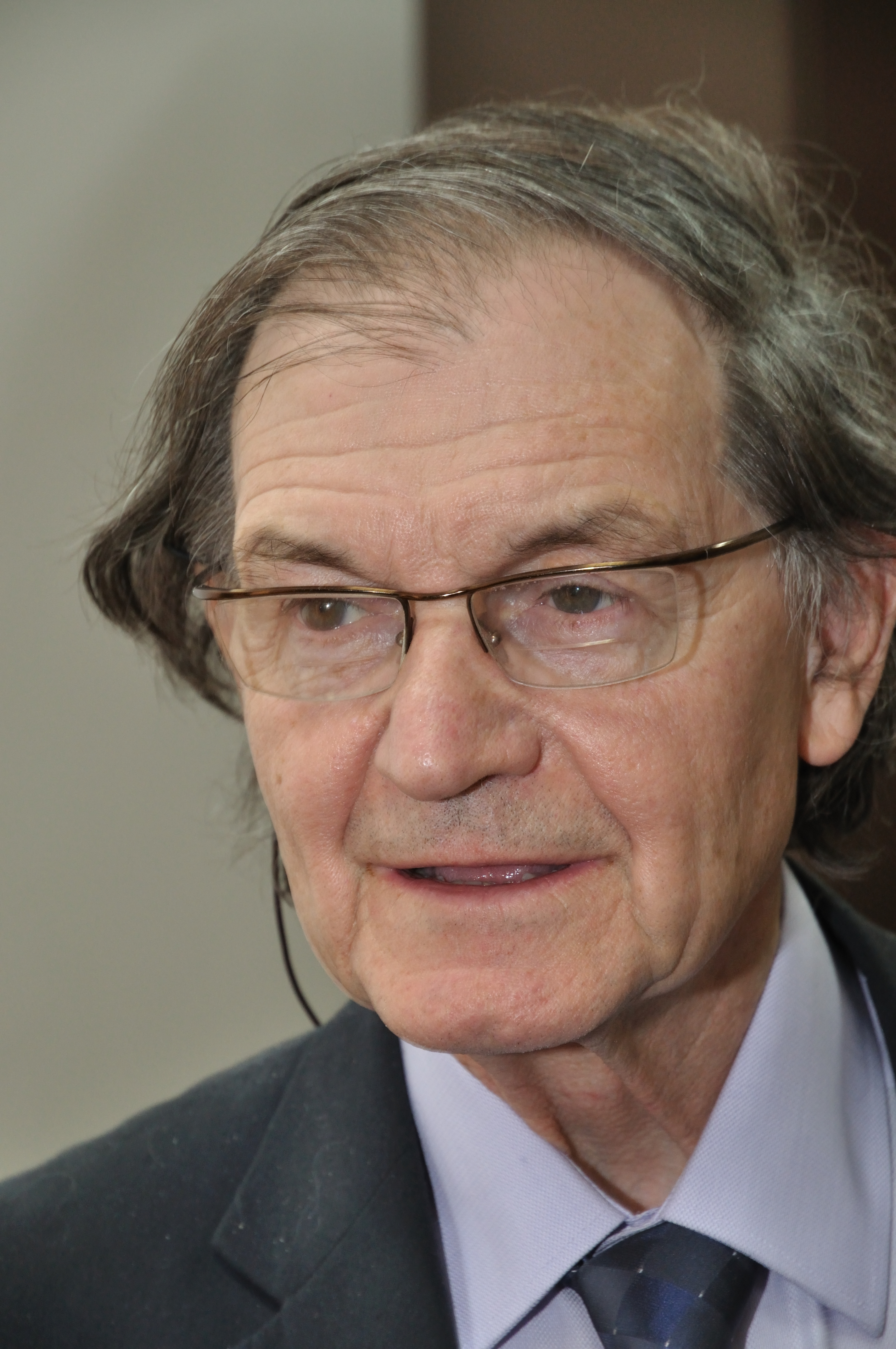
Roger Penrose (* 1931)

- Penrose, Roland (1900–1984), englischer Künstler, Autor und Kunsthistoriker
- Penrose, Valentine (1898–1978), französische Dichterin und Malerin
- Penrose, Willie (* 1956), irischer Politiker (Irish Labour Party)
- Penry, John (1563–1593), walisischer Protestant und Märtyrer
- Penry-Jones, Rupert (* 1970), britischer Schauspieler

### Pens
- Pens, Nina (1929–1992), dänische Schauspielerin
- Pensa, Bernhard (* 1782), deutscher Kaufmann und Politiker
- Pensa, Jana (* 1997), Schweizer Schauspielerin
- Pensa, Martin, kanadischer Filmeditor
- Pensaari, Pia (* 1983), finnische Radsportlerin
- Pensch, Robert (1881–1940), österreichischer Komponist, Chorleiter, Musikpädagoge und Organist
- Pensec, Ronan (* 1963), französischer Straßenradrennfahrer
- Pensée, Michel (* 1973), kamerunischer Fußballspieler
- Pensel, Alexander (* 1986), deutscher Schauspieler
- Pensel, Franz (1912–1985), deutscher Politiker (FDP), MdL
- Pensis, Henri (1900–1958), luxemburgischer Dirigent, Komponist und Violinist
- Penske, Roger (* 1937), US-amerikanischer GeschäftsmannRoger Penske (* 1937)

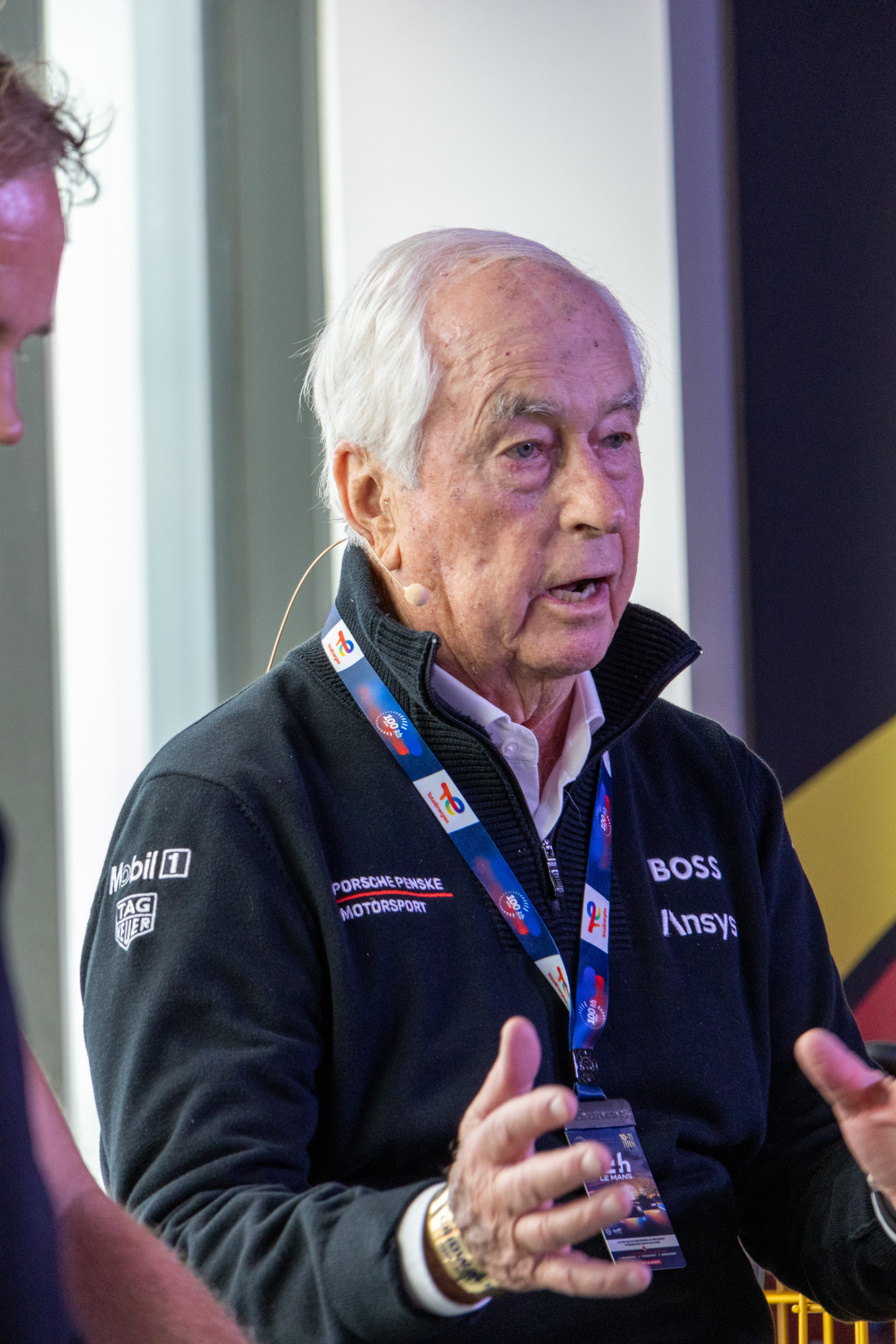
Roger Penske (* 1937)

- Penski, Johanna (1927–2020), deutsche Schauspielerin
- Pensky, Heinz (1921–2009), deutscher Kriminalbeamter, Gewerkschafter und Politiker (SPD), MdB
- Pensl, Otto (1895–1945), österreichischer Widerstandskämpfer gegen den Nationalsozialismus
- Penso, Cândido Bento Maria (1895–1959), Schweizer Ordensgeistlicher, römisch-katholischer Bischof von Goiás
- Penso, Chris (* 1982), US-amerikanischer Fußballschiedsrichter
- Penso, Hazdayi (1914–1986), türkischer Basketballspieler
- Penso, Tori (* 1986), US-amerikanische Fußballschiedsrichterin
- Pensold, Friedrich (1530–1589), deutscher Philologe und Physiker
- Penßler-Beyer, Benno (1940–2019), deutscher Musiker und Gitarrist

### Pent
- Pent, Juku (1918–1991), deutscher Skilangläufer
- Penta, Pasquale (1859–1904), italienischer Psychiater und Kriminalanthropologe
- Pentagón Jr. (* 1985), mexikanischer Luchador beziehungsweise WrestlerPentagón Jr. (* 1985)

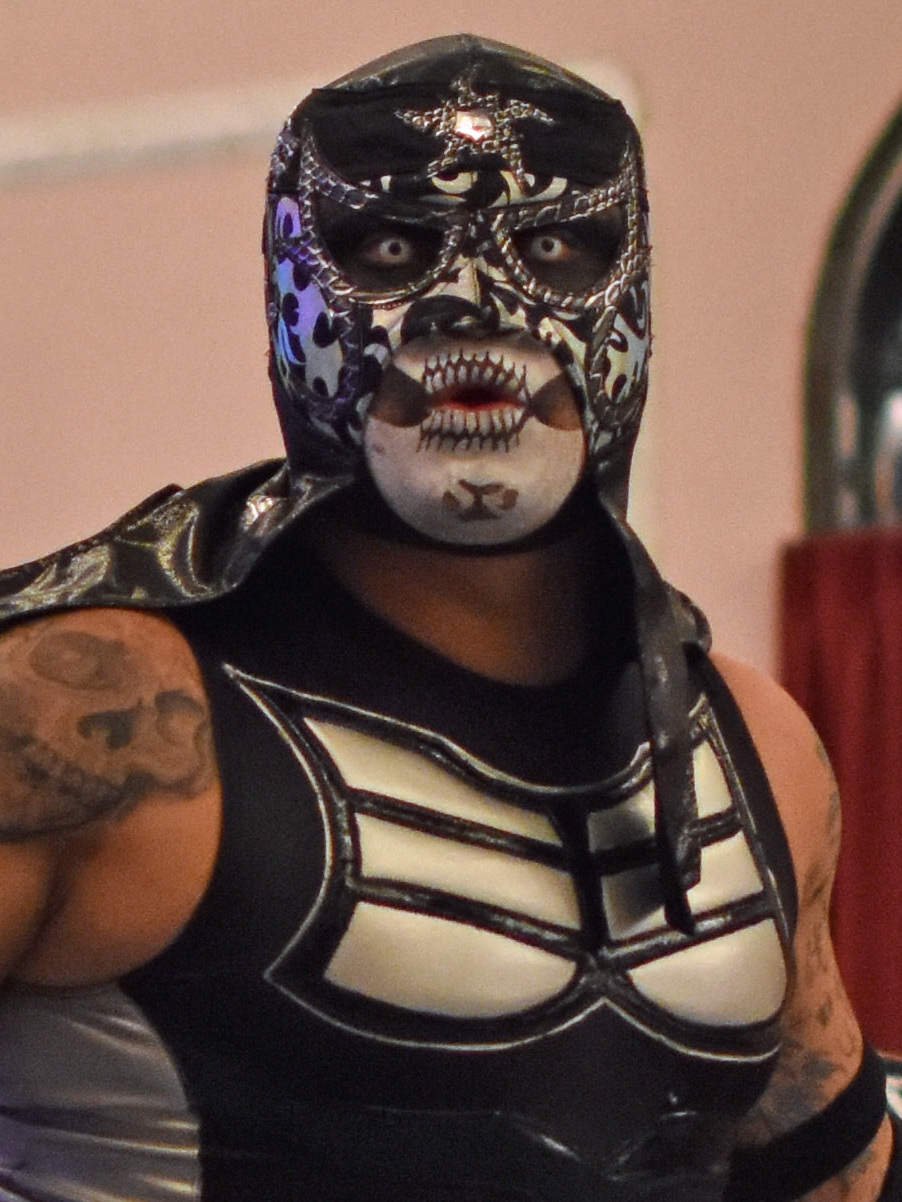
Pentagón Jr. (* 1985)

- Pentahutnechet, altägyptischer Künstler
- Pentawer, Sohn von Ramses III.
- Pente, Stefan (* 1964), Bildhauer, Regisseur, Filmproduzent, Kameramann und Schauspieler
- Penteado, Fernando José (* 1934), brasilianischer römisch-katholischer Geistlicher, emeritierter Bischof von Jacarezinho
- Pentecost, Claire (* 1956), US-amerikanische Foto- und Installationskünstlerin
- Pentecôte, Xavier (* 1986), französischer Fußballspieler
- Penter, Tanja (* 1967), deutsche Osteuropahistorikerin
- Penth, Boris (* 1950), deutscher Autor, Regisseur, Produzent und Kommunikationsberater
- Penth, Hans (1937–2009), deutscher Sprachwissenschaftler und Thaiist
- Penther, Daniel (1837–1887), polnisch-österreichischer Porträt-, Genre- und Historienmaler
- Penther, Johann Friedrich (1693–1749), deutscher Baumeister und Architekturtheoretiker
- Penthesilea-Maler, griechischer Vasenmaler
- Penthièvre, Louis Jean Marie de Bourbon, duc de (1725–1793), französischer Herzog, Großjägermeister und Großadmiral von Frankreich, Gouverneur der Bretagne
- Pentini, altägyptischer König der 13. Dynastie
- Pentini, Francesco (1797–1869), italienischer Kardinal und Politiker des Kirchenstaats
- Pentiuc, Eugen J. (* 1955), orthodoxer Priester, Semitist, Theologe und Hochschullehrer
- Pentke, Philipp (* 1985), deutscher FußballspielerPhilipp Pentke (* 1985)

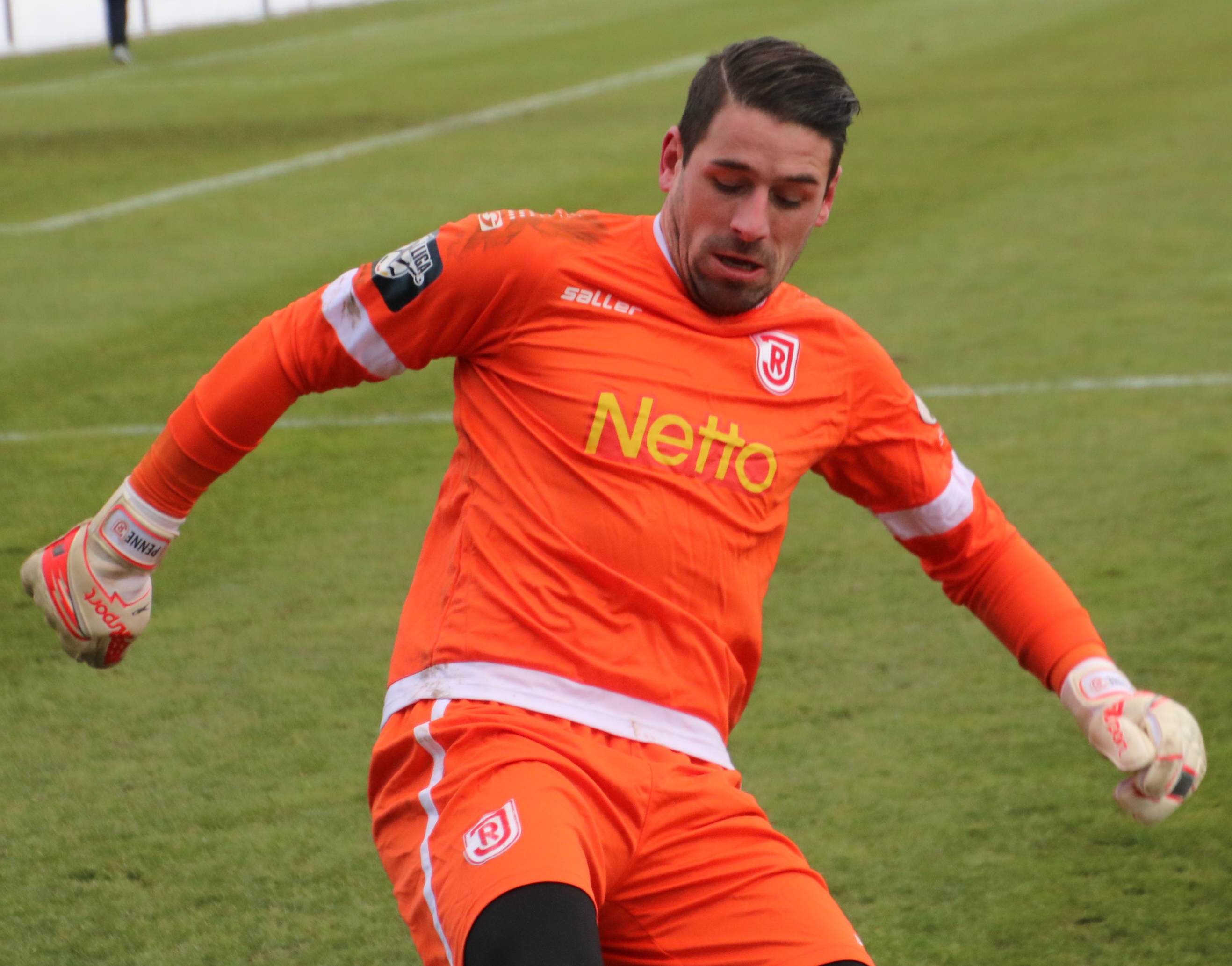
Philipp Pentke (* 1985)

- Pentland, Barbara (1912–2000), kanadische Komponistin
- Pentland, Fred (1883–1962), englischer Fußballspieler und -trainer
- Pentland, John (* 1946), schottischer Politiker
- Pentland, Joseph Barclay (1797–1873), irischer Reisender und Naturforscher
- Pentland, Lawrence (1879–1923), kanadischer Lacrossespieler
- Pentling, Johannes († 1471), Domherr in Münster und Paderborn
- Pentón, Aurelia (* 1941), kubanische Sprinterin und Mittelstreckenläuferin
- Penton, Brian (1904–1951), australischer Schriftsteller und Journalist
- Penton, John (* 1925), US-amerikanischer Rennfahrer und Motorrad-Entwickler
- Pentreath, Dolly, letzte Muttersprachlerin des Kornischen
- Pentschew, Iwan (1904–1974), bulgarischer Mediziner
- Pentschew, Jordan (* 1956), bulgarischer Radrennfahrer
- Pentschew, Nikolaj (* 1992), bulgarischer Volleyballspieler
- Pentschikow, Daniil Alexandrowitsch (* 1998), russischer Fußballspieler
- Pentsinen, Anssi (* 1986), finnischer Skilangläufer
- Penttala, Väinö (1897–1976), finnischer Ringer
- Penttilä, Eino (1906–1982), finnischer Speerwerfer
- Penttilä, Timo (1931–2011), finnischer Architekt und Hochschullehrer
- Penttinen, Anu (* 1974), finnische Glasdesignerin
- Penttinen, Petri (* 1965), finnischer Freestyle-Skier
- Pentu, altägyptischer Wesir
- Pentus, Sten (* 1981), estnischer Automobilrennfahrer
- Pentus-Rosimannus, Keit (* 1976), estnische Politikerin, Mitglied des Riigikogu, Ministerin
- Penty, Toby (* 1992), englischer Badmintonspieler
- Pentz, Christian Gottfried von (1716–1801), königlich dänischer General der Infanterie
- Pentz, Christian von († 1651), Gouverneur von Glückstadt und Diplomat
- Pentz, Christian von (1882–1952), deutscher Stabsoffizier, Adjutant Hindenburgs im Ersten Weltkrieg
- Pentz, Conrad Lüder von (1728–1782), mecklenburgischer Adliger und Genealoge
- Pentz, Franz von (1850–1908), deutscher Jurist, Bürgermeister und Abgeordneter
- Pentz, Kuno von (1857–1936), deutscher Architekt und preußischer Baubeamter
- Pentz, Manfred (* 1980), deutscher Politiker (CDU), MdL
- Pentz, Markwart von (1570–1627), Befehlshaber der dänischen Reiterei, Generalkommissar für Niedersachsen
- Pentz, Markwart von (* 1963), deutscher Unternehmer
- Pentz, Nikolaus von († 1482), Domdekan in Schwerin, Propst im Prämonstratenserinnenklosters Rehna, Bischof im Bistum Schwerin
- Pentz, Patrick (* 1997), österreichischer Fußballtorhüter
- Pentz, Vera von (* 1966), deutsche Juristin
- Pentz, Wesley (* 1978), US-amerikanischer Musiker und DJ elektronischen Hip-Hops und Baile FunksWesley Pentz (* 1978)

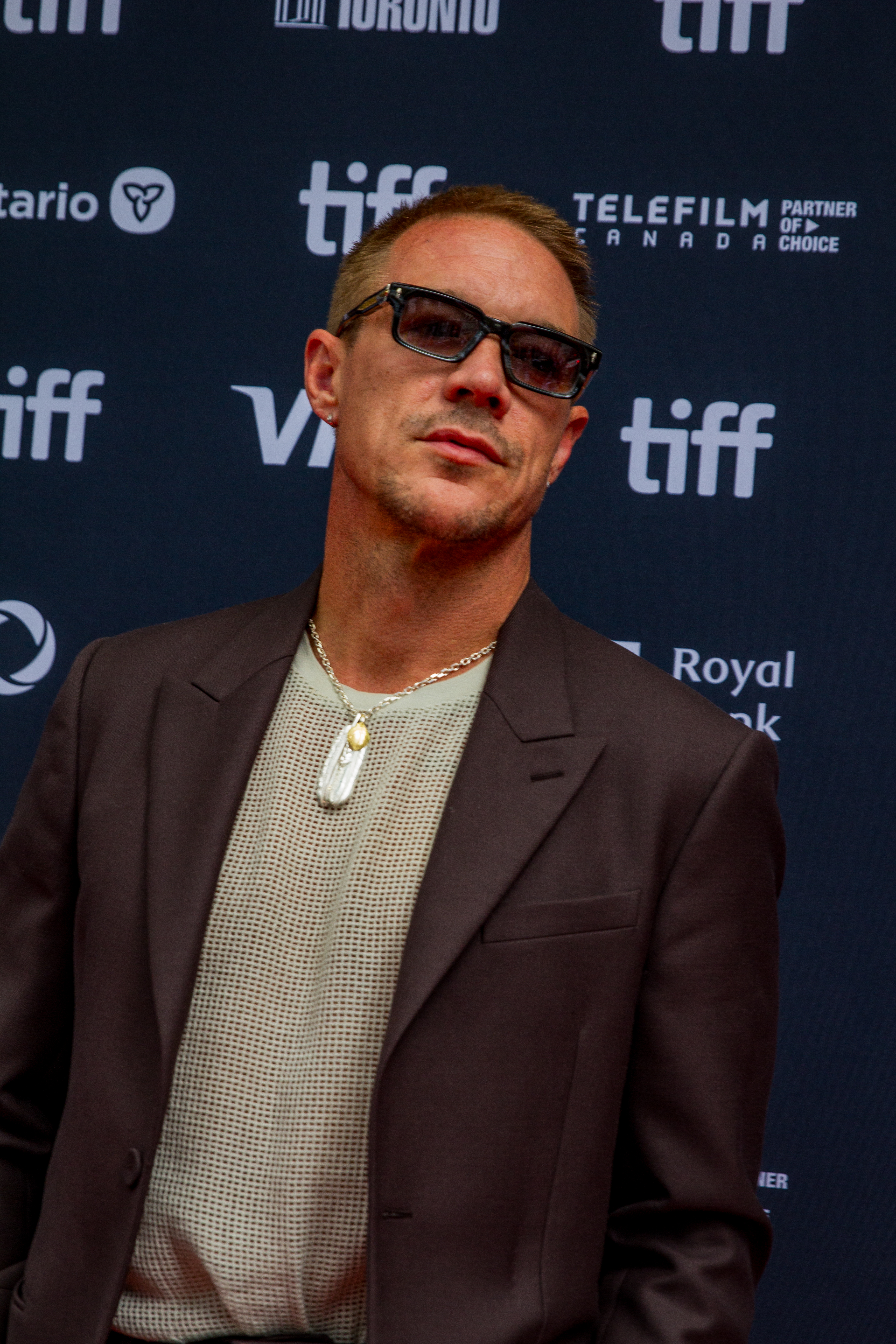
Wesley Pentz (* 1978)

- Pentzikis, Nikos Gabriel (1908–1993), griechischer Schriftsteller
- Pentzlin, Friedrich (1796–1870), deutscher Arzt am Stadtkrankenhaus von Wismar und Redakteur belletristischer Journale
- Pentzlin, Heinz (1908–1986), deutscher Wirtschaftswissenschaftler, Journalist und Publizist
- Pentzlin, Joe (* 1936), deutscher Jazzmusiker (Klavier)
- Pentzlin, Julius (1837–1917), deutscher Lehrer und Rektor in Parchim und Teterow, danach Pastor in Bützow und Hagenow (dort auch Kirchenrat)
- Pentzlin, Kurt (1903–1989), deutscher Wirtschaftswissenschaftler, Politiker und Ingenieur, Sachbuchautor und Herausgeber, Pionier der Rationalisierungsbewegung und Automatisierung
- Pentzold, Christian (* 1981), deutscher Kommunikations- und Medienwissenschaftler

### Penu
- Penu, Cornel (* 1946), rumänischer Handballtorwart

### Penv
- Penverne, Armand (1926–2012), französischer Fußballspieler

### Penw
- Penwill, Mark, südafrikanisch-britisch-deutscher Schauspieler und Filmschaffender

### Penx
- Penxten, Regi (* 1976), belgischer Dance-Produzent und DJ

### Penz
- Penz, Alain (* 1947), französischer Skirennläufer
- Penz, Alena (* 1949), tschechoslowakische Schauspielerin
- Penz, Daniel (* 1990), österreichischer Fußballspieler
- Penz, Franz de Paula (1707–1772), österreichischer Pfarrer und Architekt
- Penz, Franziska (* 1991), deutsche Handballspielerin
- Penz, Johann (* 1950), österreichischer Politiker (ÖVP), Landtagsabgeordneter, Mitglied des Bundesrates
- Penz, Lothar (* 1931), deutscher Maschinenschlosser, Fachhochschulingenieur und Publizist
- Penz, Ludwig (1876–1918), österreichischer Bildhauer und Medailleur
- Penz, Maria (1897–1983), deutsche Fotografin
- Penz, Markus (* 1975), österreichischer Skeletonpilot
- Penz, Maximilian (* 1994), österreichischer Fußballspieler
- Penz, Peter (* 1984), österreichischer Rennrodler
- Penz, Romy (* 1970), deutsche Politikerin (AfD), MdL
- Penz, Wolfgang (1950–1979), deutscher Schauspieler und Hörspielsprecher
- Penz-van Stappershoef, Marianne (* 1945), österreichische Kulturmanagerin niederländischer Herkunft
- Penza, Ronald (1949–1998), sambischer Politiker
- Penzar, Nastasja (* 1990), deutsche Schriftstellerin und Dozentin
- Penzel, Abraham Jakob (1749–1819), deutscher Philologe und Historiker
- Penzel, Barbara Juliane (1636–1673), deutsche Dichterin des Barock
- Penzel, Christian Friedrich (1737–1801), deutscher Kantor und Komponist
- Penzel, Erich (* 1930), deutscher Hornist
- Penzel, Jens-Uwe (* 1964), deutscher Fußballspieler
- Penzel, Johann Georg (1754–1809), deutscher Kupferstecher, Maler und Zeichner
- Penzel, Matthias (* 1966), deutscher Schriftsteller und Journalist
- Penzel, Sonja, deutsche Polizeipräsidentin
- Penzel, Werner (1950–2024), deutscher Regisseur und Dokumentarfilmer
- Penzenkuffer, Christoph Wilhelm Friedrich (1768–1828), deutscher Pädagoge und Sprachforscher
- Penzer, Jean (1927–2021), französischer Kameramann
- Penzer, Klaus (* 1950), deutscher Politiker (SPD)
- Penzer, Victor (1919–1999), polnisch-amerikanischer Arzt und Zahnarzt
- Pénzes, János (* 1943), serbischer Geistlicher und emeritierter römisch-katholischer Bischof von Subotica
- Penzhorn, Carl (1866–1956), deutscher Politiker (NSDAP), MdR
- Penzhorn, Ingmar (* 1980), deutscher Unihockeyspieler
- Penzias, Arno (1933–2024), US-amerikanischer PhysikerArno Penzias (1933–2024)

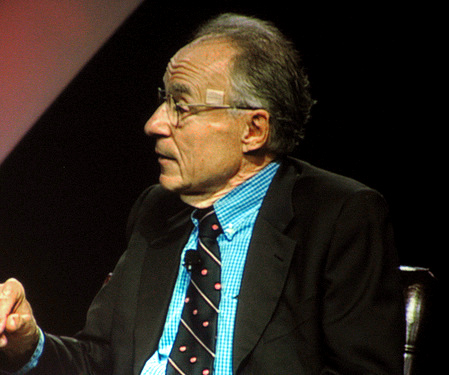
Arno Penzias (1933–2024)

- Penzien, Joseph (1924–2011), US-amerikanischer Bauingenieur
- Penzig, Adolf Gottlob von († 1731), kursächsischer Generalleutnant, Herr auf Jessnitz und Zschescha
- Penzig, August (1826–1896), deutscher Kaufmann und Politiker (NLP), MdR, MdL (Königreich Sachsen)
- Penzig, Otto (1856–1929), italienischer Botaniker und Lexikograf deutscher Herkunft
- Penzig, Rudolf (1855–1931), deutscher Schriftsteller, Kommunalpolitiker und Reformpädagoge
- Penzkofer, Filiz (* 1985), deutsch-türkische Autorin, Journalistin und Theaterpädagogin
- Penzkofer, Ludwig (1909–1999), deutscher Priester, Landescaritasdirektor und Senator (Bayern)
- Penzler, Karl Wilhelm (1816–1873), deutscher evangelischer Pfarrer
- Penzler, Otto (* 1942), US-amerikanischer Verleger, Medienunternehmer und Autor
- Penzler, Wolfgang (1943–2022), deutscher Boxer und Politiker (Tierschutzpartei)
- Penzlin, Heinz (* 1932), deutscher Zoologe
- Penzo, Sara (* 1989), italienische Fußballspielerin
- Penzold, Wolfgang (* 1948), deutscher ehemaliger Fußballspieler
- Penzoldt, Ernst (1892–1955), deutscher Schriftsteller und bildender Künstler
- Penzoldt, Franz (1849–1927), deutscher Mediziner
- Penzoldt, Günther (1923–1997), deutscher Dramaturg, Theaterregisseur und Theaterintendant
- Penzone, Paul (* 1967), US-amerikanischer Sheriff